# ワイン
ワイン（仏: vin、英: wine、伊: vino、独: Wein）は、主としてブドウの果汁を発酵させたアルコール飲料（酒）。葡萄酒（ぶどうしゅ）とも。通常、単に「ワイン」と呼ばれる場合には、ブドウ以外の他の果実の果汁を主原料とする酒は含まない。日本の酒税法では「果実酒」に分類されている。また、日本語での「酒」と同じく、欧州語においてはアルコール飲料（特に果実酒）全体を指す場合もある。

## 概要
ワインは日常的に飲まれるアルコール飲料でありながら、ギリシャ神話やローマ神話、キリスト教において重要な役割を果たす神聖な存在でもある。また、外観や香りや味わいを鑑賞する嗜好品としても高い地位を獲得しており、食文化を牽引する存在の一つとなっている。長期熟成に耐えうることから、近年ではコレクションや投資の対象としても大きな注目を集めている。
古くは紀元前の南コーカサスやメソポタミアに端を発し、その後はフランスやイタリアをはじめとするヨーロッパ周辺地域で広く生産から消費まで行われる時代が続いたが、現在ではさらに生産地域を広げ、そして世界中で愛飲されている。

## 種類

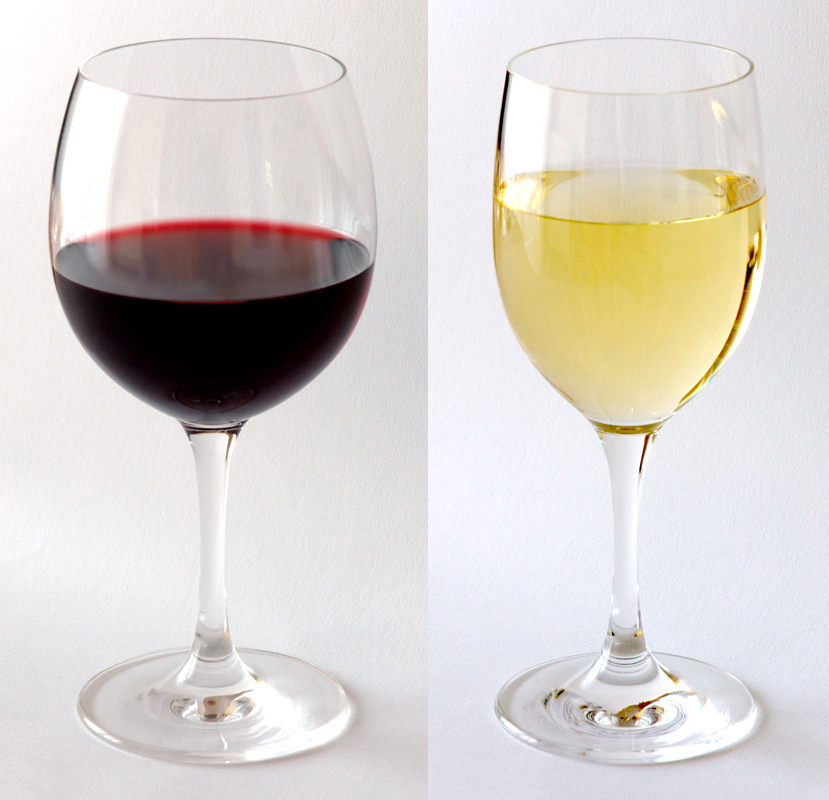
赤ワイン（左）、白ワイン（右）

ワインは世界で最も多くの地域で飲用されているアルコール飲料の一つである。ワインは主に以下の3種類に分類される。
白ワイン
主に無色に近い色調から（時に緑色がかった）黄色みを帯びたワインを白ワインと呼ぶ。白ブドウなど主に色の薄い果皮のブドウを原料とし、発酵には果汁のみを使用する。酸味の強いものは、一般的に魚料理に合うとされる。白ワインは、料理と合わせる辛口からデザートワインにする極甘口まで甘さに幅がある。なお、フランス東部のジュラ地方にはヴァン・ジョーヌ（仏: Vin jaune、黄ワイン）という特殊な白ワインがある。
赤ワイン
透き通った赤や濃い紫、あるいは赤褐色のワインを赤ワインと呼ぶ。一般に白ワインよりも渋みの成分であるタンニンを多く含み、長期保存が可能である。主として黒ブドウや赤ブドウを原料とし、果実を丸ごとアルコール発酵させる。この発酵の過程で、果皮に含まれる色素やタンニンが抽出される。マロラクティック発酵により減酸が行われることも多い。濃厚な風味のものは一般的に肉料理に合うとされる。また冷やすと香りの成分が揮発しにくくなったり苦味が増したりするため、冷やさないのが普通である。一般的に赤ワインには辛口しかなく、コクとタンニンにより、ライトボディーからフルボディーといった分類がなされる。白ワインと違い、飲む人の体質とワインの銘柄との相性により激烈な頭痛を起こすことがある。その原因はチラミンやヒスタミンの多さにあるとも言われているが、ヒスタミンの含有量は、他の発酵食品と比較して多くはない。また、フラボノイド類により喘息の重症化とは有意な逆の相関関係が示されている。
ロゼワイン
ロゼ（rosé）とはフランス語で「バラ色・ピンク色」を意味し、時にピンク・ワインとも呼ばれる赤みを帯びた淡い色調のワインを指す。製法には、果皮の色の薄いブドウを赤ワインのように醸造する方法や、赤ワインと同じブドウを白ワインのように醸造する方法、赤と白の双方のブドウによる混醸、赤ワインの醸造途上で色の素である果皮を取り除く方法などがあり、味わいも様々である。中には赤ワインと白ワインを混合したものや白ワインに着色しただけの製品もある。
ほかに発泡ワイン、オレンジワインなどの特殊な製法のものがある。ワインの風味を構成する味覚は、白ワインでは酸味・甘味であり、赤ではそれに渋みが加わる。加えて、香りが風味の重要な要素であり、これらのバランスが取れているワインが一般的に良いものとされる。
ワインの主成分は水、エタノール、各種の有機酸、糖、グリセリン、アミノ酸、核酸、タンニン、炭酸ガスなどである。各種の有機酸の中では酒石酸、リンゴ酸、クエン酸、乳酸、酢酸、コハク酸の6つがワインの風味に関して最も重要な要素と考えられている。また、貴腐ワインにはグルコン酸が多く含まれている。
魚介類との相性に関しては、従来はタンニンが関与していると信じられていたが、タンニンではなくフェノール化合物、カルボニル基を持つ物質、鉄が関与するとの報告がある。特に、鉄分の含有量は魚介類料理との相性に大きく影響を及ぼし、鉄分濃度に依存し1-オクテン-3-オン、（E,Z）-2,4-ヘプタジエナールなどの物資により生臭味が増強されてしまうとされている。なお、鉄の起源は、土壌、製造工程中の鉄製品、コラージ（澱引き）に依存している。
ワインは瓶に詰められた後にも熟成が進み、風味は変化を続ける。熟成期間はボルドーワインなどの一部のワインでは50年以上もの熟成に耐えるものもあるが、多くは1年から10年ほど、長いものでも20年から30年である。安価なワインが熟成によって品質が向上することはあまりなく、むしろ早く飲まないと劣化してしまう。長い熟成に耐えるものを長熟、逆に早く飲むものは早飲みという。作られて間もないワイン（「若いワイン」と表現する）は、ブドウの生の味が強く、渋すぎたり、酸味がきつすぎたりするということもあるが、熟成が進むと角が取れてまろやかになる。また、年数が経てば総数が減るため希少価値により価格も高くなる傾向にある。ただし、熟成したワインがいずれも同じように高くなるというわけではなく、生産年、地域、作り手の知名度などにより価格は大きく異なる。
ワインが食文化に根付いているヨーロッパでは日常的に飲まれることも多いが、近年では日本における日本酒と同様に、1人あたりの需要量は減少傾向にある。イスラム教においては飲酒が教義により禁止されているため（「ハラール」を参照）、イスラム教発祥地である現在の中東諸国では、ワインの生産は、イスラエル、世俗主義国家であるトルコ、比較的リベラルなイスラム教徒やキリスト教徒が住むレバノン、ヨルダン、パレスチナ、エジプトなどに限られる。日本を含むアジア諸国では、1人あたりの需要量は依然として少なく、需要の伸びは著しい。
日本では、冷やしてストレートで飲むものというイメージが強いが、ヨーロッパではホットワインは冬の定番の飲み物である。ホットワインのように、香料やスパイスを入れたフレーバーワイン（スパイスワイン）もなじみ深い。特に中世ヨーロッパではストレートで飲めるワインは最高級品であり、通常は滓を取ったり、香料やスパイスを加えたりして飲みやすくしたため、フレーバーワインの歴史は古い。

## 歴史

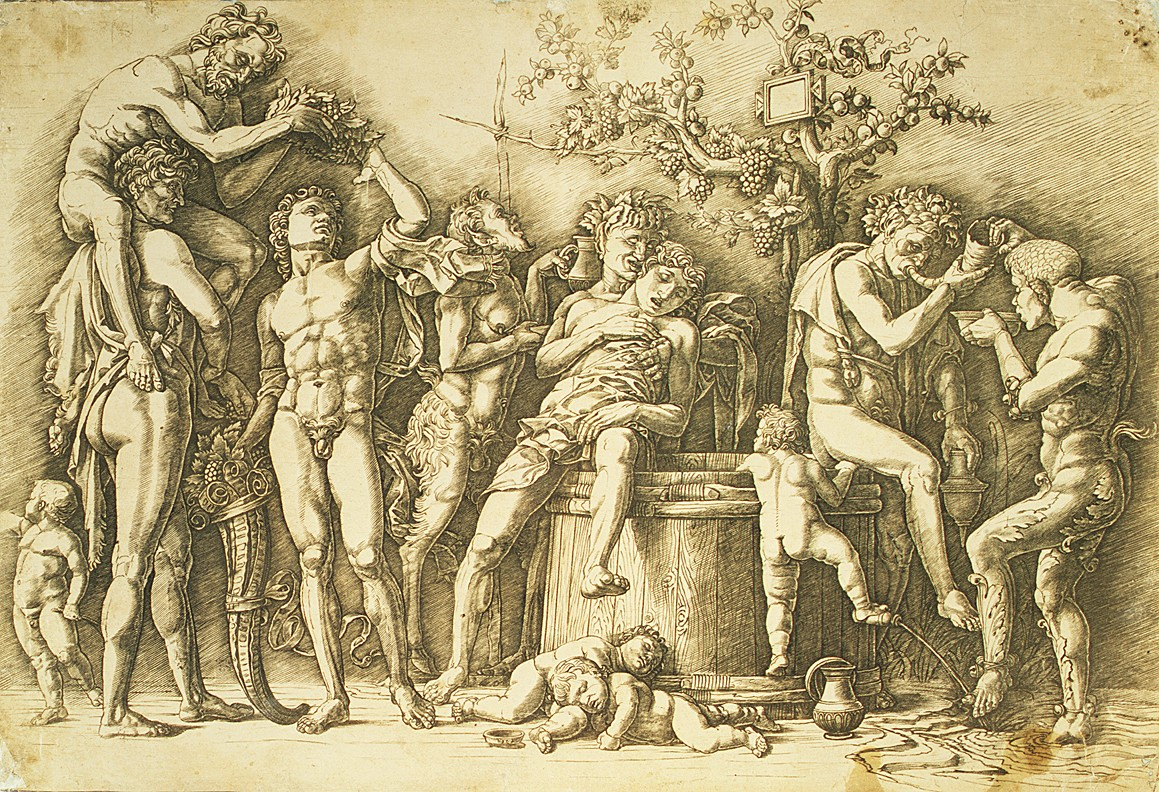
アンドレア・マンテーニャ作『ワインの大樽のあるバッカス祭』（1475年頃）

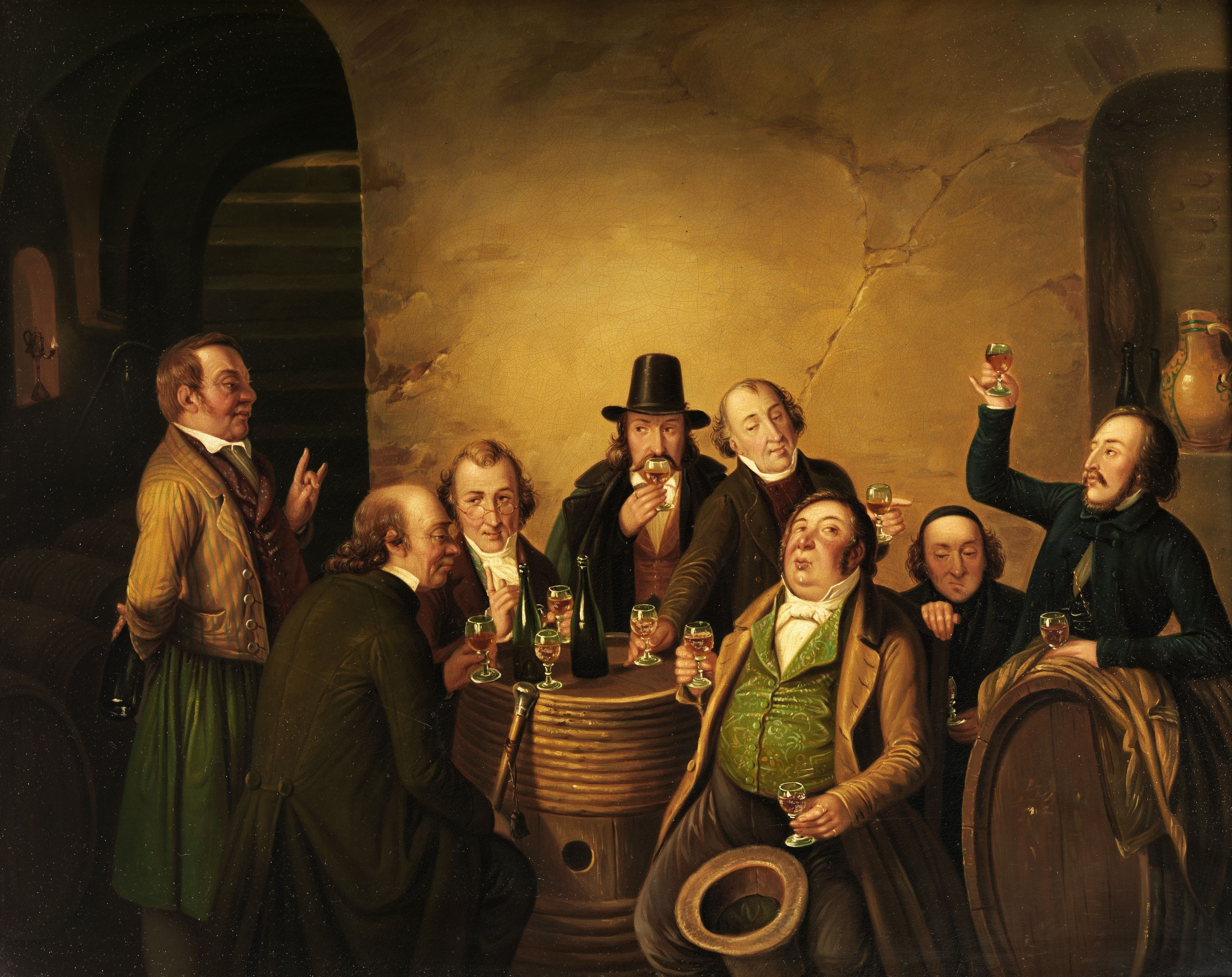
ヨハン・ペーター・ハーゼンクレヴァー作『ワインの試飲会』（1843年）

ワインは極めて歴史の古い酒の一つであり、新石器時代に醸造が始まったとされる。様々な歴史的記念物、文献などからジョージアでは7000年から5000年前に醸造され、発祥地の一つとされる。近東のワイン造りの化学的痕跡としては、イランのザグロス山脈で見つかった紀元前5400 - 同5000年（約7000年前）のものが最古とされていたが、ジョージアで発掘された約8000年前の陶器の壺が科学分析により世界最古のワイン醸造の痕跡であると2017年に発表された。また、アルメニアでは約6000年前のものとされる世界最古のワイン醸造所跡が発見されており、その頃には既に高度な醸造技術が確立されていた。以後、醸造法が南方に伝播したことから、中東、特にメソポタミアを中心とする地域で広く愛飲されるようになる。ただし、メソポタミアはブドウの栽培に適した土地でなかったため、イラン高原では紀元前6000年頃から生産が始まっていたものの、メソポタミア（特に南部のシュメール）においては紀元前4000年頃になってようやく醸造できるようになったとされている。古代エジプトではビールが多く飲まれていたが、紀元前4000年代末期にはワインが製造されていた(シェデフ)。ビザンツ帝国時代の地中海周辺では大規模なワイナリーも存在しており、商業的に流通していたと考えられている。
しかしながら、ワイン文化が西洋へ広まった要因はやはり、現在のレバノンが位置する地中海岸沿いを拠点としていたフェニキア人であり、そしてその地域こそがワイン生産の起源とも言える。フェニキア人の生産するワインはその後、古代ギリシアやローマ帝国時代にわたり上質なワインを表す「ビブライン」（フェニキアの町ビブロスから）という形容詞となり、その存在は続いた。『ホセアの予言書』（紀元前780年 - 725年）の中では、「ブドウの木のように栄えており、その香りはまるでレバノンのワインのようだ」と弟子たちにヤハウェのもとへ急いで伝えるようにと記されている。
フェニキア人は3つの点においてワインの世界に重要な意味をなしている。
1. 輸出：ビブロス（レバノンの町）のワインはエジプト古王国（紀元前2686年 - 2134年）時代にエジプトへ、そして地中海沿岸の各地へも輸出されている。最初のワイン商人として、フェニキア人は松脂のシールをオリーブ・オイルでコーティングし、ワインを酸化から守っていたと言われている。これがおそらくギリシャワインの一種レツィーナの原点である[19][15]。
2. ワイン文化とワイン生産の普及：実際にフェニキア人はブドウのために最高に恵まれた気候と地形によってヴィンヤード（葡萄園）を形成することさえも可能であった。このことはマーゴによって残されており、それは ローマ元老院からラテン語に訳され、その法令が発布されるほど重要視されていた[19][20]。
3. ヴィティス・ヴィニフェーラの原種の普及：カリフォルニア大学デーヴィス校での研究によると、フランスのムールヴェードルは紀元前500年頃にバルセロナへフェニキア人が紹介したことから広まったとされている[21]。

ワインについて書かれた世界最古の文献は、紀元前2000年前後に作られたシュメール語の粘土板である。例えば、『ギルガメシュ叙事詩』（アッカド語版）には、メソポタミアで英雄視された王（ギルガメシュ）が大洪水に備えて箱船を造らせた際、船大工たちにワインを振る舞ったという場面がある。シュメールでは紀元前5000年頃に世界初となるビールの醸造技術が確立しており、紀元前3000年代初期に双方が古代エジプトへと伝わったとされる。古代エジプトでは大量生産されるビールが主流であったが、ブドウ栽培や醸造を描いた壁画が残されている。またシェデフと呼ばれる赤ワインのような飲料も存在した。
その後、フェニキア人により古代ギリシアへも伝わる。この頃は水割りにして飲まれ、原酒のまま飲む行為は野蛮とされた。これは当時の上流階級が、ギリシャ北方に住むスラブ系の祖先であるスキタイの原酒飲酒の習慣を忌み嫌っていたからだと言われている。現代ギリシャ語でワインをοίνος（「エノロジー（oenology、ワイン醸造学）」の語源）ではなく普通κρασί（混合）と呼ぶのはこの水割りの習慣の名残である。ワインはそこから地中海沿岸に伝えられ、古代ローマへと伝わり、ローマ帝国の拡大とともにガリアなどの内陸部にも水割り文化とともに伝わっていった。当時のワインは、ブドウ果汁が濃縮されかなりの糖分を残している一方、アルコール度数はそれほど高くなかった。今日の蒸留酒を飲むときに行うようなアルコール度数を抑えるための水割りではなく、過剰な甘さを抑えるための水割りであった。酒というよりはソフトドリンク、長期保存可能なブドウジュースといった感覚であった。ヨーロッパの水は硬水が多く大変飲みにくいものであったため、それを飲みやすくするためにワインは必要不可欠なものであり、その意味では水で割るというよりも、水に添加して飲みやすくするものであった。
ワイン製造の技術が格段の進歩を遂げたのはローマ時代においてとされ、この時代に現在の製法の基礎が確立した。それにより糖分がかなりアルコールに転化され、ワインをストレートで飲む「大酒飲み」が増えていった。
中世ヨーロッパでブドウ栽培とワイン醸造を主導したのはキリスト教の僧院であった。イエス・キリストがワインを指して自分の血と称したことから、ワインはキリスト教の聖餐式において重要な道具となった。ただしこの時代、ワインは儀礼として飲むものとされ、むやみに飲んで酩酊することは罪とされていた。中世後期にはワインは日常の飲み物として広まるようになっており、12世紀のイタリアで著された医学書『サレルノ養生訓』では、いいワインの選び方やワインと健康についての考察がなされている。また、ブルゴーニュワインが銘酒として有名となったのはこの頃からである。ルネサンスの時代以降、娯楽としての飲酒が発展する。17世紀後半、醸造や保存の技術、また瓶の製造技術が向上し、ワインの生産と流通が飛躍的に拡大した。
また、これらのワインとは全く異なるが、古代中国においても独自のワイン醸造技術が存在していたという。3000年前の殷王朝末期の墓から封印されたワインの容器が出土しており、後の漢王朝の時代にはワインについての記録も残っている。ただし、この系統は完全に廃れてしまい、現代中国で生産されるワインは西洋由来のものである。

## 製法

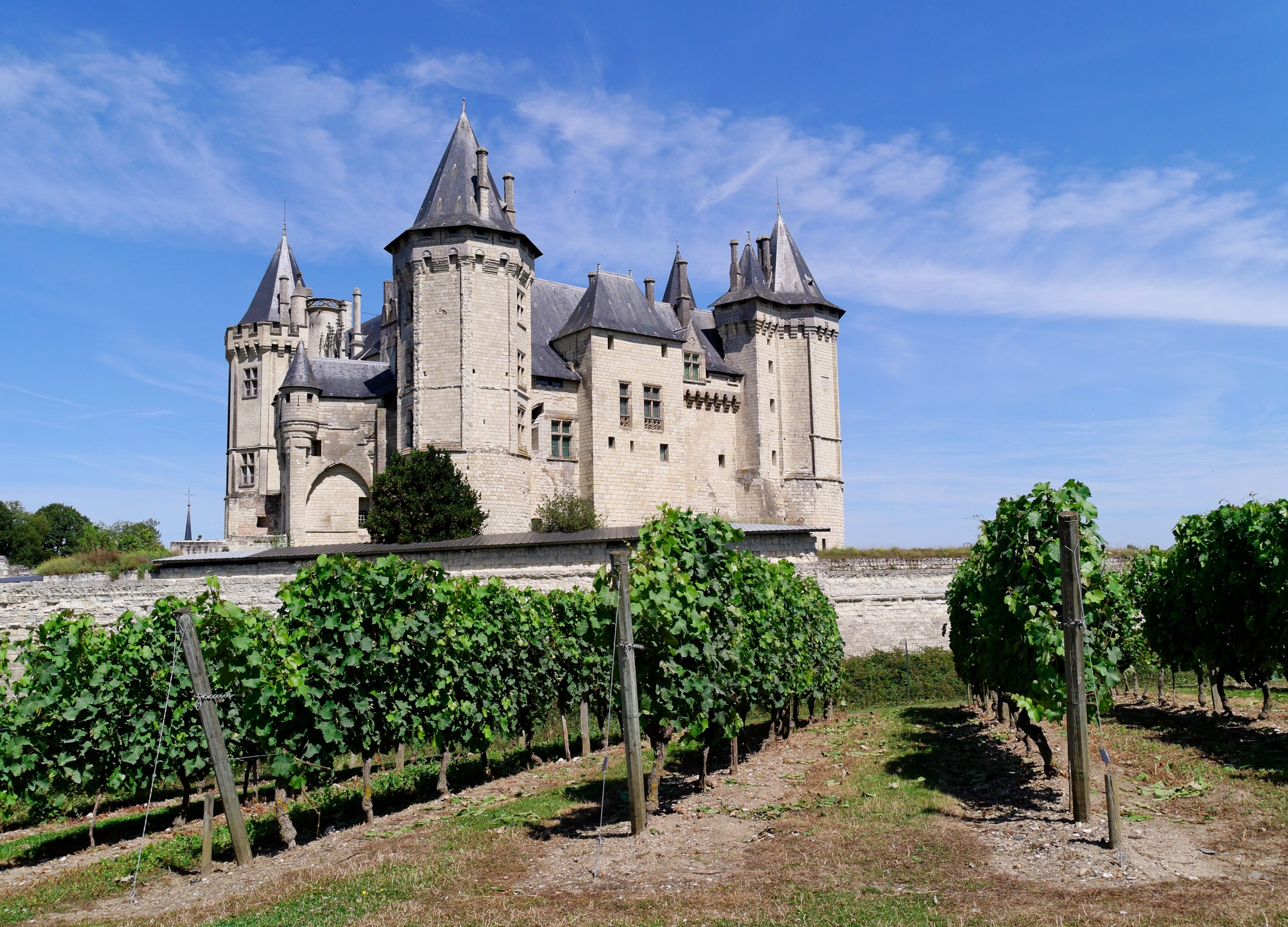
ロワール地方ソミュールにあるシャトーとブドウ園

広い意味でのワイン作りはブドウの栽培と醸造に二分できる。ワイン産地では、ワイン作りといえば醸造（英語ではwinemaking）を指し、醸造学は英語でエノロジー（oenology/enology）という。これに対し、ブドウ栽培（英語でgrapegrowing）の技術や学問はヴィティカルチャー（viticulture）と呼ばれる。海外の大学はブドウ栽培と醸造学の両コースを持つのが普通である。
ワインの生産主体はフランスのボルドー地域においては「シャトー」、ブルゴーニュ地域においては「ドメーヌ」と呼ばれることが多い。フランス語の「シャトー」は、元々は城館を表す言葉で、ボルドー地域においては転じてブドウ園や管理場、生産者のことをも指す。主なものではシャトー・ムートン・ロートシルト、シャトー・ラフィット・ロートシルト、シャトー・マルゴー、シャトー・ラトゥールなどがある。イタリアにおける「カステッロ」、ドイツの「シュロス」、スペインの「カスティーリョ」も同様である。「ドメーヌ」は、フランス語で「土地」を表す語である。カリフォルニアワインなどで「エステート」という語を使っているのもドメーヌと同義である。

### ブドウ作り

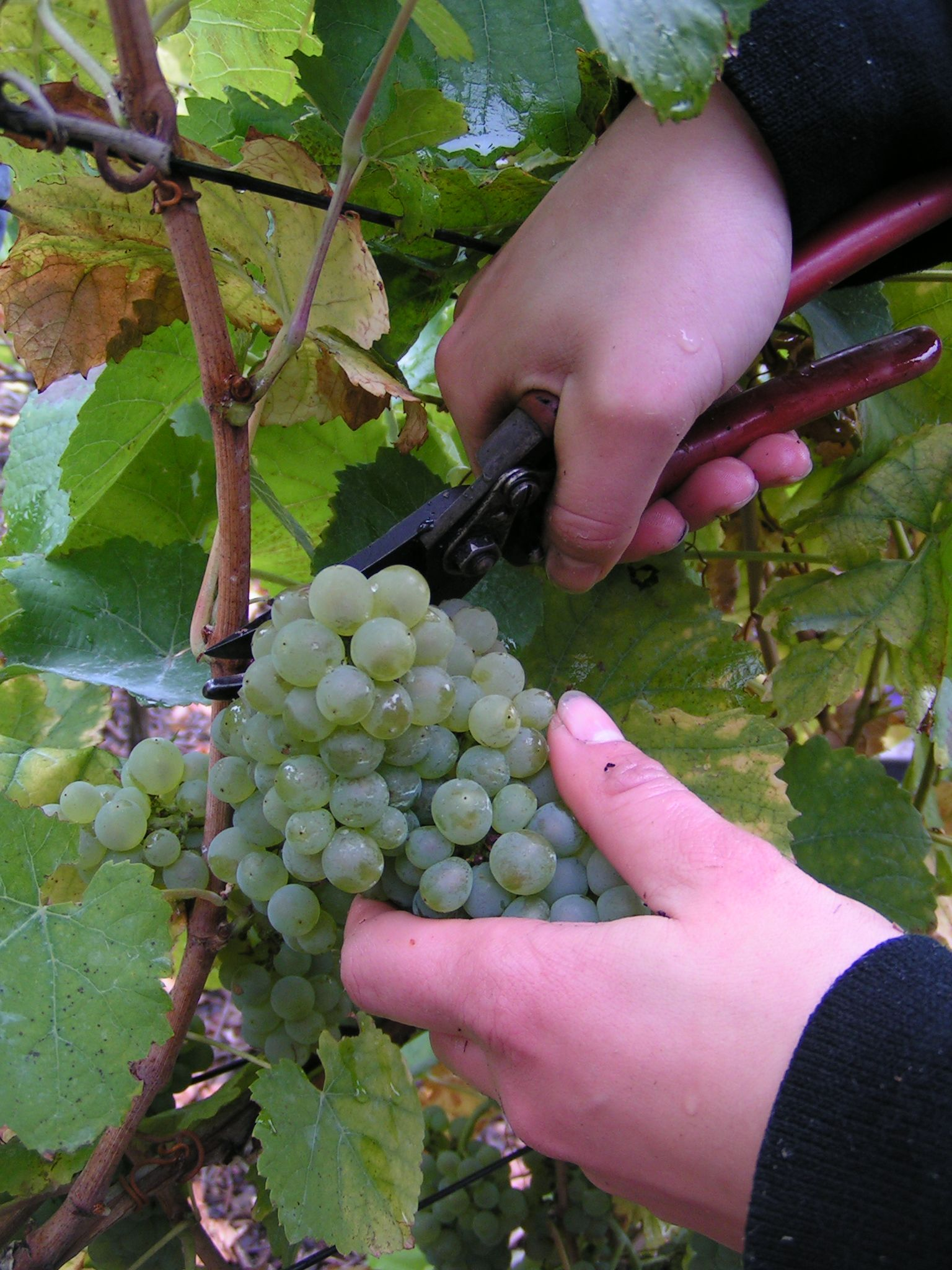
鋏による収穫

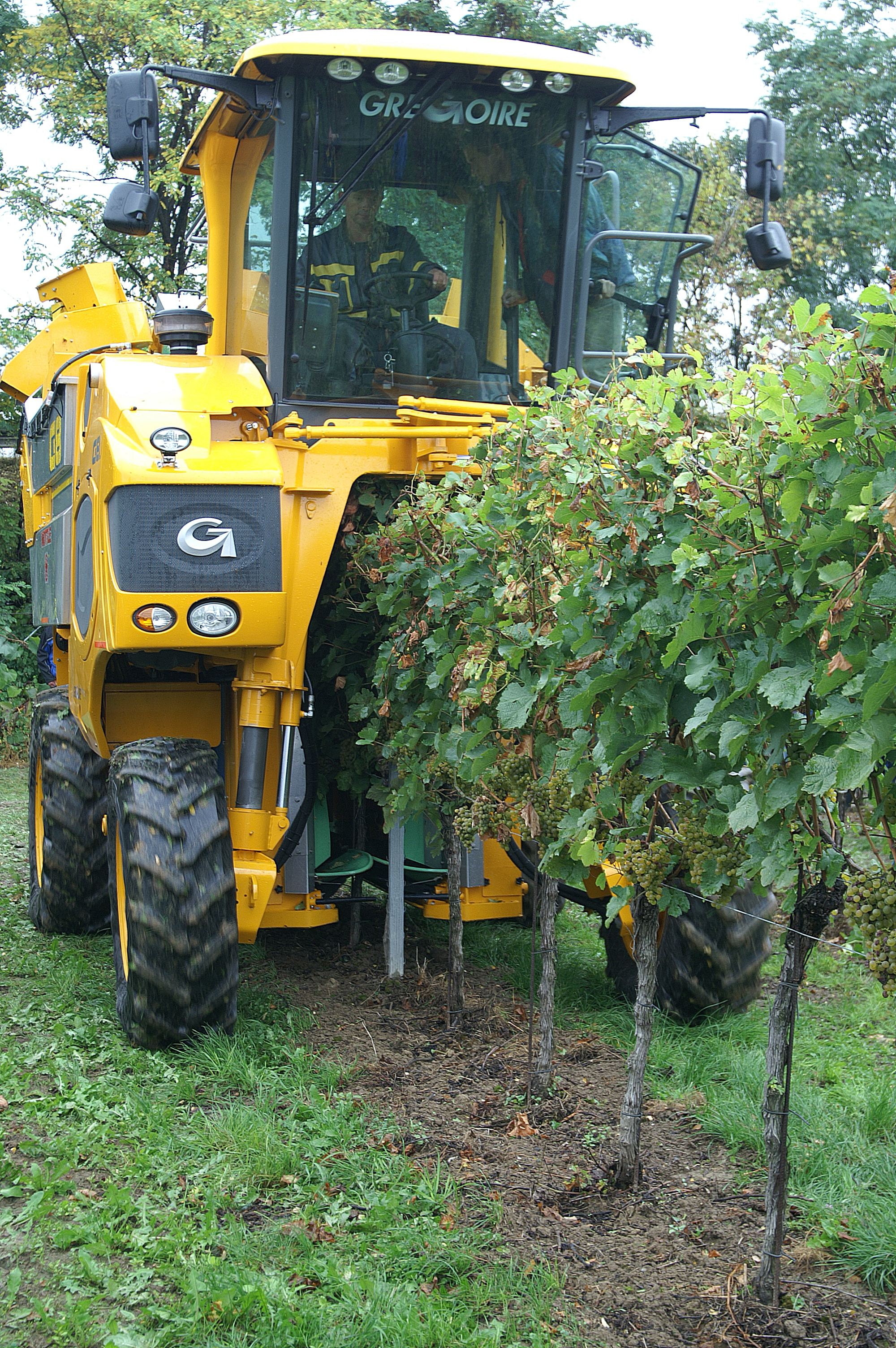
自動収穫機による作業

どんなに醸造の技術が進歩しても、良いワインを作るためには良いブドウがなくてはならない。そのため、良質なブドウを収穫するための栽培技術方法は醸造技術以上に重要である。さらに、現代のワイン醸造では理想の味わいを生み出すために、醸造前あるいは醸造後に複数品種のブドウを組み合わせる手法が多く用いられている。したがって、ブドウ品種の選定とブレンド比は味の特徴を決定する大きな要因である。しかし、一方で品種の特徴を生かしたブレンドを行わない単一品種ワインも生産される。また、生育環境全体の栽培される畑の日当たりや局地的な気候などの要素を加え、それらを一括りにして「テロワール」と呼ぶ。実際には、品種、土壌、気候条件の違いを栽培技術や収穫時期の最適化で補うことで、広い地域で栽培が行われている。
その年のブドウの作柄のことをヴィンテージと呼ぶ。現在では転じてブドウを収穫した年のことをヴィンテージと呼び、その年の出来不出来によってワインの出来が変わる。そのために各国のワイン関連組織やワイン専門誌などによってヴィンテージチャートが発表される。ただし、現在では補糖や補酸、適切な酵母の選択などの醸造技術の進歩により、力のあるワイナリーであれば悪い年でもそれなりのワインができるようになり、味に関しては激しい差はない。その代わり、悪い出来のブドウでは長い熟成に耐えることが難しくなり、より早飲みになる。安価なワインでは品質を安定させるために複数の年のワインを混ぜた「ノン・ヴィンテージ」であることが多い。シャンパンはノン・ヴィンテージが一般的であり、産年表示された「ヴィンテージ・シャンパン」は、高級品に限られる。

#### 品種

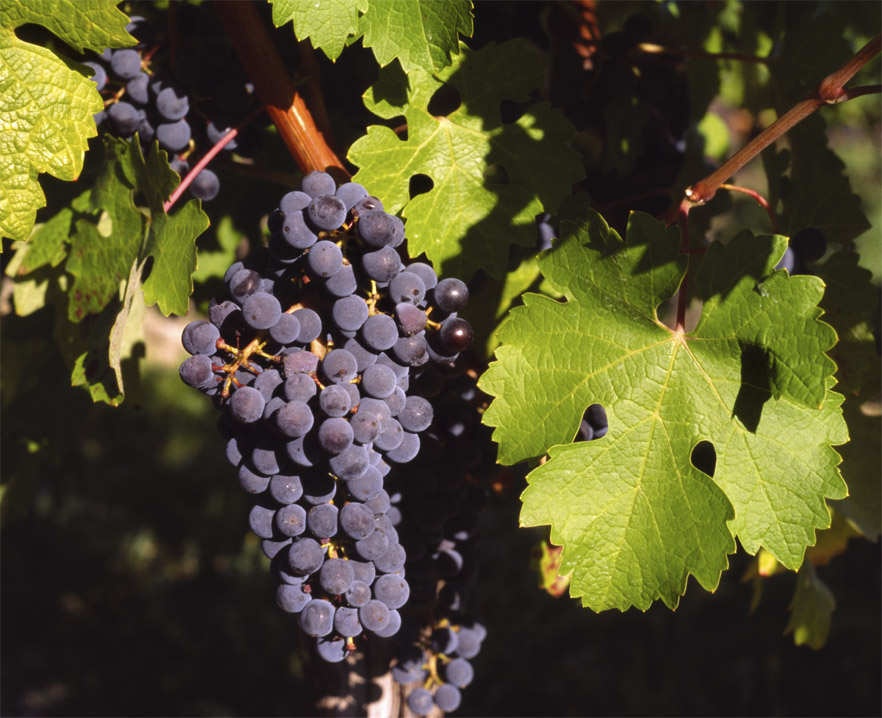
カベルネ・ソーヴィニョン

世界的にはワインに使われるブドウの種はヨーロッパ種（学名：Vitis vinifera）が主流である。品種はサルタナ（トンプソン・シードレス）種などごく一部に生食用品種を使用するものもあるが、ほとんどはワイン専用品種である。日本では、巨峰、ナイアガラなどの生食用品種やヤマブドウも使われている。
一般にワイン専用品種は生食用品種よりも果実の粒が小さく、皮が厚く、甘みと酸味がより強い。代表的な品種としてリースリング、カベルネ・ソーヴィニヨン、メルローなどがある。また、伝統的な品種だけでなく、品種改良によって耐寒性や耐病性を向上させたり、他産地との差別化を図ったりするための手法も行われている。

#### 土壌
品種毎に適する土壌には違いがあるとされている。代表的な好土壌は、カリ白亜土、赤砂質粘土、黄土土壌、混砂粘土、泥灰岩土壌、石灰質土壌、粘陶土質土壌の水はけの良い土地が多く選ばれている。しかし、穀物栽培に適する腐植土壌の堆積平野や湿潤な土地、極度に乾燥した砂漠、塩分の多い土壌は良質なブドウの収穫は望めず不向きである。

#### 気候
ブドウは気候に対する適応能力が高いため、温帯を中心に栽培されている。良質なワインを醸造できる特性を兼ね備えた果実を収穫できる地域の多くは、緯度20度から40度の地域に存在しているが、ヨーロッパでは北緯50度の地域においても栽培が行われている。湿潤な気候区分では地中海性気候が適する。潅漑用水があればより乾燥したステップ気候地域でも栽培可能である。
高温多湿な地域ではべと病などが広がりやすいが、農薬の進化により栽培が可能となった。
2020年ごろから地球温暖化の影響により、ブルゴーニュなど栽培に適していた地域での栽培に影響が出ており、2050年代には最適地がさらに高緯度に変わるという予測もある。
冷涼な地域（畑）では収穫期を遅らせ糖度の上昇を待つ、あるいは温暖（畑）な地域では適度な酸が失われる前に早期の収穫を行うことで収穫されるブドウの品質向上を図っている。また品種改良や栽培法の工夫も行われている。

#### 天候
その年に雨が多く、日照量が少ないとブドウの生育が悪くなり、そこからできたワインは糖分と果実味に乏しく腐敗果の混入のおそれが増える。逆に日照が良すぎて生育が早過ぎると酸が欠けて糖分が強くなり過ぎ、酸味とのバランスが悪くなる。

### 醸造

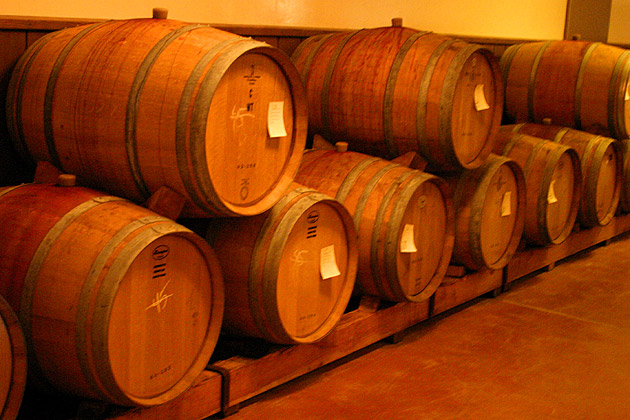
樽で熟成されているワイン

伝統的な方法では、搾った果汁を樽や甕に入れ、自然酵母（野良酵母）によりアルコール発酵させたあと、滓（おり）引きを行い、樽で数か月から数年間熟成し瓶詰めされる。ルイ・パスツールによってワインの醸造が酵母によるものだと発見されて以来、微生物を混入させないような製法が開発されているが、基本的な方法はワイン発祥の頃と変わっていない。近代的な醸造方法では培養酵母を添加し、ステンレス製タンク内で発酵させる。熟成（マロラクティック発酵）の際も、特別に培養した乳酸菌を添加する。

#### 酸化防止剤の添加
ワインは、そのほぼ全工程で、なるべく空気、特に酸素との接触を断つ必要がある。これは多くの場合、空気とともに酢酸菌が侵入して酢酸醗酵が行われることで、酸味の強過ぎるワインになったり、ワインが腐敗状態となったりするのを防ぐためである。このためワインの製造工程のいくつかの段階では、酸化防止剤としても知られる二酸化硫黄（亜硫酸ガス, SO2）またはその塩の1種であるピロ亜硫酸カリウムが添加される。ただし、この二酸化硫黄には、確かに酸素の除去という効果もあるものの、その反応は遅い。しかも、二酸化硫黄は人体に有害な物質としても知られているため、これを添加をしない製法も存在する。このように酸化防止剤を添加しない場合は、醗酵させるタンク内の空気を窒素に置換することで、酸素との接触および雑菌の繁殖による腐敗を抑制する手法が多く用いられる。しかし、二酸化硫黄には酸化防止剤としての働きと雑菌の抑制および殺菌のほかにも、ブドウの果皮に含まれる酸化酵素の阻害、果汁中の色素の安定化、ワインで発生することのある過酸化水素の除去などの働きもあり、二酸化硫黄の添加を行うことでワインの品質をより簡単に安定させられるという利点がある。また、二酸化硫黄が含まれていても、少量であれば人体にほとんど問題はないとされていることから、簡単に品質を安定させる手段として、現在でも二酸化硫黄の添加が主流となっている。そして中には、フランスのワイン法のように、二酸化硫黄の添加を義務づけている地域も存在する。ただし、日本やヨーロッパ諸国、アメリカなどでは、製品中の二酸化硫黄の濃度が一定値を超えてはならないと規制されているため、使用には限度が存在する地域もある。なお、ワインへのこの他の酸化防止剤の使用は日本では認められていないが、南米などから気温が高い赤道を越えて船で輸送されるものは、多くの場合に保存料として認められているソルビン酸が添加される。

#### 収穫から搾汁

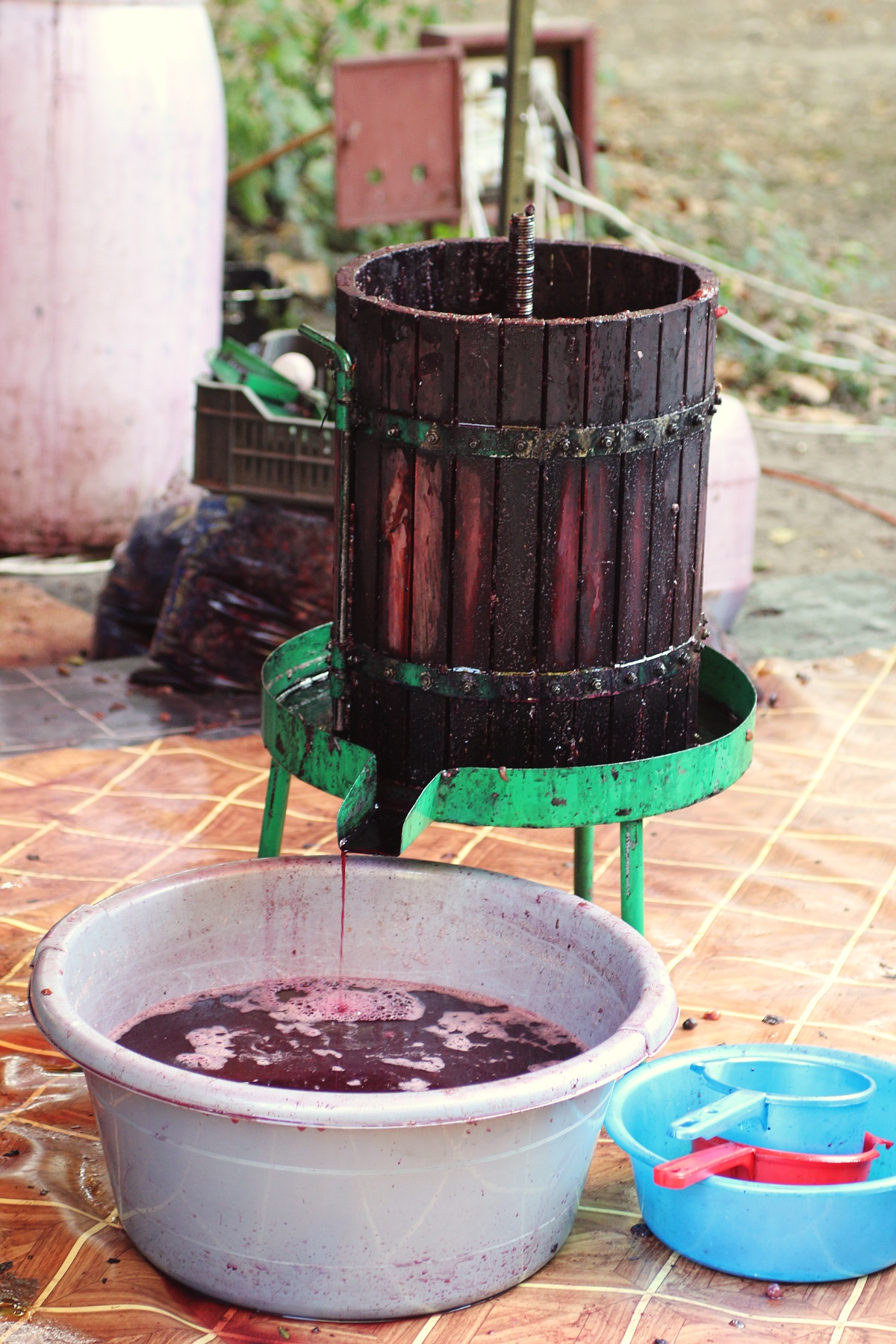
古典的搾汁方法

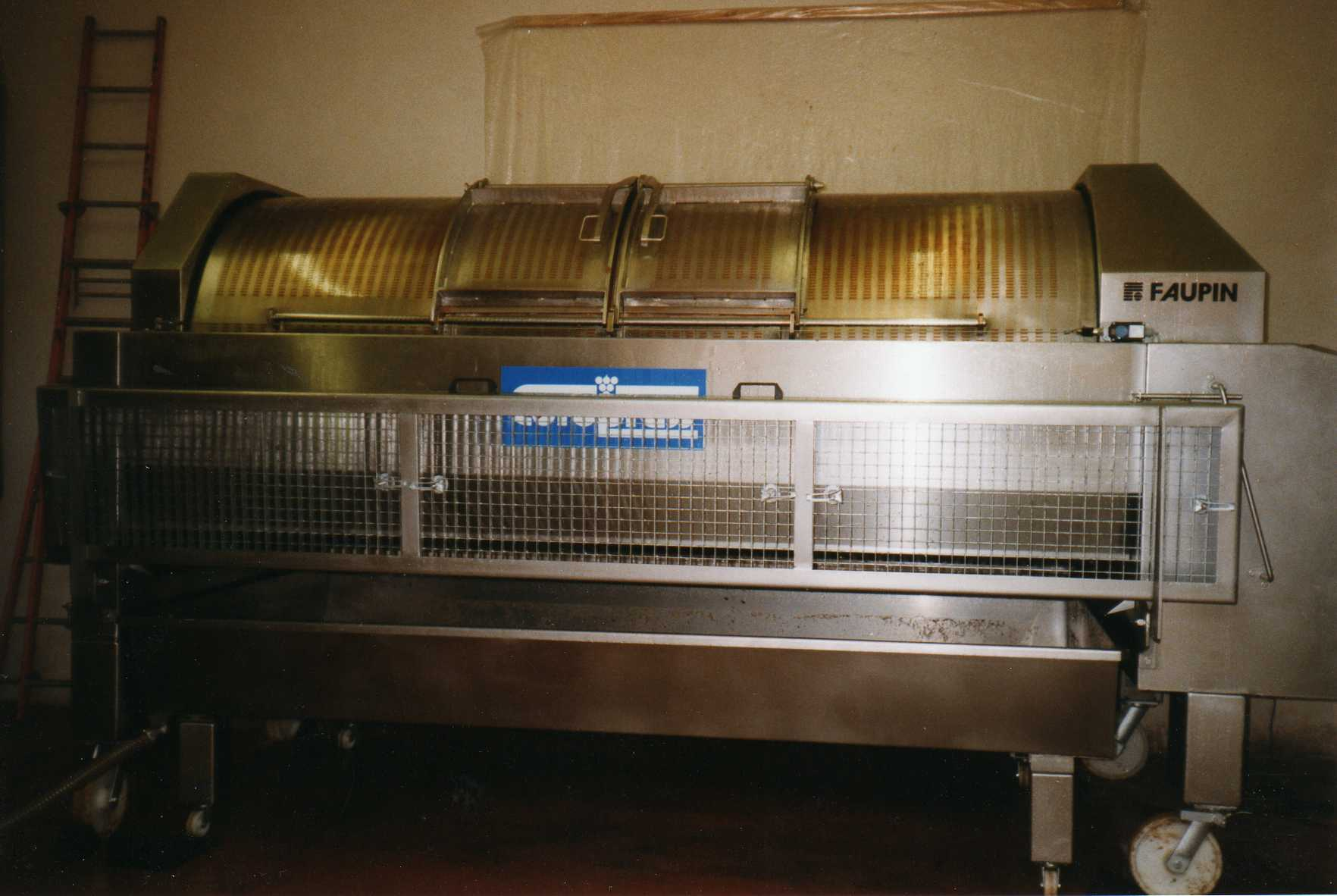
果実の破砕、除梗、搾汁を同時に行う機械

醸造するには、まずブドウを収穫しなければならない。ブドウの収穫は糖度が14 - 26度程度になったところで、鋏または機械で行う。収穫時期をいつにするかということもまたワインの味を決める重要な要素で、単純に糖度が高いだけでは酸とのバランスが悪い仕上がりになる。この際に病気の腐敗果や生育が悪いものは、必要以上に酸をもたらすため取り除く。この過程を選果という。
伝統的なワインの製造（発酵）方法は、ブドウの芯（果梗）を取り除き（除梗：じょこう）、実の皮を破る（破砕）。産地によっては、ワインにより強い渋みをつけるため果梗を混ぜる場合がある。スペイン、イタリアの農村では収穫期には伝統的に村人総出で、素足で体重をかけて搾汁する光景が見られる。最近のワイン工場ではステンレス製の除梗破砕機を使用し搾汁する。多くのワイン専用品種では収穫した果実重量の55 - 65%程度の果汁が得られ、大粒生食用品種の巨峰などでは80 - 85%程度の果汁を得る。
この次に赤ワインの場合は、果皮や果肉の混ざったままの状態で醗酵させる。白ワインの場合は、圧搾機にかけて果汁を搾り出した（搾汁）後、果汁のみを醗酵させる。ただし、一部の白ワインではスキンコンタクト法という「破砕した果実と果汁を1 - 24時間接触させたあとに搾汁する」方法も取られる。このように、白ワインは醗酵させる前に果皮や果肉は捨てられるのが一般的であるものの、種子についてはグレープシードオイル（葡萄種油、食用油）の原料として利用される。ロゼワインの場合は、概要の節で述べたように様々な製法があり、この工程はそれぞれの製法によって異なっている。
なお、ワインの渋みとなるタンニンは果梗や果皮あるいは種子に由来し、タンニンはエタノールによって溶出する。したがって、果汁のみを醗酵させる白ワインにはタンニンが少ない。

#### 主発酵（一次発酵）
発酵させるにあたり、ブドウの果実には自然酵母（野生酵母）が取りついており、さらに、果汁中には酵母が利用可能なブドウ糖が含まれているため、果汁が外に出ることで自然にアルコール発酵が始まる。伝統的な製法では酵母には手を加えない自然発酵が主流であったが、現在では安定した発酵をさせるため、特別に培養した酵母を使用した酒母として添加し、それ以外の菌を作用させない方法がとられる。さらに、ブドウ産地が高温で酸に乏しいブドウとなる場合は、酸を多く生じる酵母を用いる。その後、場合によっては糖（果糖、ぶどう糖など）が添加される。この後、赤なら約20 - 30℃、白なら15 - 18℃に保ち、数日から数十日かけた「主発酵」を経て、圧搾によって液体成分を搾り出す。目的の発酵度合い（糖の残り具合）になったところで、温度を下げ発酵を停止させることもある。発酵の際の温度が20℃を越えると微香成分が失われるため、低温で長期間の発酵を行う場合もある。一緒に仕込んだ果皮や種が、アルコール発酵中に発生する二酸化炭素（炭酸ガス）により浮き上がり、好気的な微生物の作用を受けやすくなるため、ピジャージあるいは撹拌や循環により固形分が常に液体に浸った状態を維持する。
酵母による発酵の成果として十分に発酵した場合、糖度計による計測糖度の約2分の1の値のエタノールと二酸化炭素が生成される。目的の発酵度合いになったところで、液体と固形分を分離する。このとき、圧力をかけずに自然と流れ出た液体が「フリーランワイン」で、高級ワインの原料として使用される。一方、残った固形分を圧縮し搾った液体が「プレスワイン」である。「フリーラン」「プレス」は別々に二次発酵から瓶詰めを行うが、プレスワインはブレンド用のワイン原料として利用されるほか、一部ではフリーランと混合され、各々が特徴を持ったワインに仕上がる。
なお、酵母によるアルコール発酵で作り出せる酒のアルコール度数には限界が存在する。これは、エタノールがある一定濃度以上になってしまうと、酵母は自身の生産したエタノールにより死滅してしまうためである。この上限濃度は酵母の菌株によって異なっており、だいたい16 - 20%である。したがって、シャンパンのように瓶内二次発酵を行いたい場合は、この濃度に達していない必要がある。なお、酒精強化ワインの場合は、ここで高濃度のエタノール（蒸留酒）を添加することによって、酵母が死滅するようにエタノールの濃度を上げてしまうため、酵母によって消費されなかったブドウ糖などが多く残るために、一般的に甘口に仕上がる。

#### 二次発酵とマロラクティック発酵
搾り出された液体はステンレスやコンクリート製のタンク、木製（主にフレンチオーク、一部ではアメリカンオークも使用される）の樽に貯蔵される。木製の樽を利用するとその香りなどがワインに影響し、それが良い効果を与えるとされている。一方、ステンレス製のタンクではワインへの影響がないため品質管理がやりやすくなるという利点があり、ステンレス製タンクを利用する生産者が増えている。熟成期間は数十日から数年と様々である。底にたまった滓（おり）は随時回収する。アルコール発酵で生じた二酸化炭素を大気中に発散させず、液中に封じ込めたものはスパークリングワインとなる。
酸味の強いワインでは樽での貯蔵中に乳酸菌が投入されてマロラクティック発酵（Malolactic Fermentation, MLF）が行われる。これを「熟成」とも呼ぶ。マロラクティック発酵は酸味の主成分であるリンゴ酸を乳酸と二酸化炭素へ分解する化学反応で、製品の酸度の減少と微量芳香成分の付与をする。MLF発酵が行われる温度は15 - 18℃で、12℃以下では起こらない。多くの場合、MLF発酵が行われるのは冬期の寒冷期であることから、近代的な製法では乳酸菌スターターの添加と加温管理で行われる。さらに、ワインのpHは3.1 - 4.0の範囲になければならない。pH4.0を超えると失敗しやすくなる。ただし、最適なpHは使用される乳酸菌によって異なっている。また、マロラクティック発酵は赤ワインだけでなく白ワインでも行われる。
乳酸菌としては、 発酵の初期はホモ型（Lacobacillus paracasei , Lb. plantarum）、ヘテロ型（Leuconostoc mesenteroides）、発酵の後期になると Oenococcus oeni などが作用をもたらす。この乳酸菌が日本酒に作用すると腐造となる。

#### 澱引き（おりびき）
発酵が終わったワインは、酵母や酒石（酒石酸水素カリウム）などの澱が沈降するため、セラミックフィルター、遠心分離、濾過、静止などにより澱を分離する。また、熟成期間中のワインも澱が生じるため適宜澱引きを行う。発酵を停止させる方法は、静止のほか、冷却して酵母を沈殿させたり、50℃程度までの加熱を行い酵母を死滅させたりする方法が用いられる。なお、ここで取り除かれる酵母は、加工を行ったうえで健康食品として販売されることもある。また、蛋白質を除去して透明化させるため、卵白やベントナイトという粘土などを添加する方法はコラージ（collage）と呼ばれ、高級赤ワインでは広く行われている。

#### ブレンド
ワインを購入者が混ぜ合わせたり、カクテルの材料にしたりする以外に、製造工程の一環としてブレンドが行われることがある。フランスのシャンパーニュ地方におけるシャンパンづくりでは「アッサンブラージュ」と呼ばれる。購入者の希望に合わせてブレンドを受け付けるサービスもある。

#### 瓶詰め
貯蔵後はガラス瓶などの容器に詰め、コルクなどで栓をして出荷される。コルクには天然のコルクと、合成素材のみ、もしくは天然コルクと合成素材を組み合わせた合成コルクがある。合成コルクは主に安価なワインに使用される。汚染などが問題になるコルクの代りにスクリューキャップ（英: Screw cap）も用いられる。安いワインはバッグ・イン・ボックスと呼ばれる段ボール箱に入った特殊な薄い袋（容量は2リットルから4リットル程度）に詰めて売られることも多い。これは、輸送コストが安く、空気が入りにくいため開栓後ワインが酸化しにくいのが特長である。また、ペットボトルや紙パック、缶が容器として使用されることもある。

### 特殊な醸造技術
補糖と補酸
ワインの醸造の過程では補糖が行われる場合がある。補糖の目的は、果汁の糖度の不足を補うことで発酵により生産されるアルコール度数を高め腐敗を防ぐとともに、赤ワインでは溶出する色素を増加させ色を濃くすることにある。また、果汁の酸が少なくても腐敗することから、酸の不足を補うために補酸が行われる場合があるが、過剰な酸を含む場合は除酸も行われる。多くの国では、この2つの同時使用は認められておらず、またどちらかが法律で禁止されている場合もある。たとえば、フランスのボルドーワインとブルゴーニュワインでは同時使用が禁止され、カリフォルニアワインやオーストラリアワインでは補糖が禁止されている。
炭酸ガス浸漬法
果実味に富んだ鮮やかな色とタンニンの少ないワインの醸造に用いられる。炭酸ガス浸漬法は、果実を房のまま入れた容器を密閉し、炭酸ガスを充満させて行う特殊な発酵方法で、「マセラシオン・カルボニック」や「カーボニック・マセレーション」とも呼ばれる。葡萄は果粒中の酵素によりアルコール（1.5 - 2.5%）を生じ、数日後に搾汁し補糖をして酵母による発酵へと移る。短期間で作られ、毎年11月の第3木曜日が解禁となる「ボジョレー・ヌーヴォー」もこの製法で作られる。数十年といった長期保存には向かない。
果汁再添加
ワインの生産過程で、時に果汁再添加（果汁再配合）が行われることがある。これは発酵により失われた香りや甘味を補うためで、主としてアルコール度数の低い日常消費用の甘口ワインに用いられる。ドイツで多く見られる技法で、添加される果汁は多くの場合、搾汁した際に醸造用とは別に保存していたものを混合する。「ジュースリザーヴ」あるいは「ズュースレゼルヴ」ともいう。

### 芳香成分
香りはワインの品質を決定づける重要な要素であり、原料のブドウと醸造の各々の段階で加わり複雑なアロマを形成する。
- 果実に由来：テルペノール類、フェノール類、ヘキゼナール
- 酵母によるアルコール発酵に由来：エチルアルコール、二次生産物として高級アルコール、エステル類、アルデヒド、脂肪酸、硫黄化合物
- マロラクティック発酵に由来：リンゴ酸分解物の乳酸、酢酸エチル、アセトイン、ジアセチル、酢酸等
- 残糖分に由来：カラメル化に由来するカラメル香
- 樽材に由来：バニリン、ケルカスラクトン
- 熟成：有機酸エチルエステル類

### 特殊な製法のワイン
発泡ワイン
発泡ワインないしはスパークリングワインは、瓶内二次発酵などの製法により製造される発泡性のワインである。フランスのシャンパン、スペインのカバ、ドイツのゼクト、イタリアのランブルスコやスプマンテなどがある。
酒精強化ワイン
酒精強化ワインは、発酵の途中ないしは発酵が完了してからブランデーなどブドウを原料としたアルコールを添加したものであり、通常アルコール度数は15%以上になる。発酵の途中に酒精強化を行った場合はその時点で発酵が止まるため糖分の多く残った甘口のワインができあがる。発酵が完了してから酒精強化を行った場合は辛口となる。スペインのシェリー、ポルトガルのポートワインやマデイラなどが代表的。日本の酒税法では甘味果実酒にあたる。
貴腐ワイン
貴腐ワインは、ボトリティス・シネレア（Botrytis cinerea）というカビの一種（貴腐菌と呼ばれることもある）がついたブドウから作ったワインのことを指す。貴腐菌により果皮に無数の穴が開き、そこから余分な水分が蒸発して糖度が上がり、非常に甘いワインとなる。また菌による代謝を受けるため組成成分が変化し、貴腐香と呼ばれる独特の香りを持つ。食後酒やデザートワインとして珍重される。フランスのソーテルヌやハンガリーのトカイが特に有名である。オーストリアの「ノイジードラーゼー」や、ドイツの「ベーレンアウスレーゼ」「トロッケンベーレンアウスレーゼ」も貴腐ワインとなる。
アイスワイン
アイスワインは、樹上で凍ったブドウから生産されるワインである。水分は凍るが糖やその他の固体成分は凍らないため果汁が濃縮され、非常に甘いワインとなる。自然に濃縮された果汁を発酵させる点は貴腐ワインと同じだが、アイスワインはボトリティス菌の影響は受けていないため貴腐香は持たない。
アイスワインの誕生はドイツのフランケン地方であった。ブドウ畑が予想していない寒波に襲われ、ブドウが凍ってしまった。諦めきれなかった農民たちは、凍ってしまったブドウでワインを造ったところ、とても糖度が高く美味しいワインとなっていた。この偶然からアイスワインが作られるようになった。当時は非常に貴重で高価だったため貴族の飲み物であった。
アイスワインとして最も有名なものはドイツのアイスヴァイン（Eiswein）である。カナダやオーストリアでも造られている。世界最大のアイスワイン生産国は安定した寒さが得られるカナダであり、本家ドイツを上回る高い評価を受けている。また、ナイアガラ地方にはアイスワインの生産で世界最大のワイナリーが存在する。日本ではアイスワインを定義する法律がないためにフルーツワインをアイスワインと称して販売しても違法ではないが、カナダ、ドイツ、オーストリアにおいてはアイスワインと名乗るためには、原料、収穫方法、温度などの厳格な基準を満たす必要がある。ドイツでは、アイスヴァイン用ブドウでとれる果汁は一房からティースプーン1杯である。地球温暖化に伴いブドウが凍結しにくくなり、2019年ヴィンテージでは史上初めて収穫できなかった。
氷結ワイン
氷結ワインは、冷蔵庫を用いて人工的にブドウを凍らせ、アイスワインと同様に水分を除いて濃縮された果汁を醸造するワインである。非常に甘い濃厚なワインとなる。
麦わらワイン（干しぶどうワイン）
麦わらワインまたは干しぶどうワインとは、収穫後に麦の藁やそれで編んだ筵の上で乾燥させて糖度を高めた葡萄から作られるワインのことを指す。貴腐ワインやアイスワインと同様に濃厚な甘口ワインとなるが、特徴的な干しぶどう、あるいはアンズや紅茶を思わせる風味を持つ。麦わらワインは、フランスでは「ヴァン・ド・パイユ」、イタリアでは「パシート」、オーストリアでは「シュトローヴァイン」などと呼ばれている。ドイツでは1971年のワイン法改正でシュトローヴァインの製造が禁じられたが、ドイツのワイン醸造家が規制緩和を求める訴訟を起こし、2008年にシュトローヴァインの製造許可を勝ち取った。
にごりワイン
にごりワインとは、発酵途中の、甘さが残ったもろみを濾過をしない状態で瓶詰めしたもの。瓶中に残る果実繊維や酵母、酒石酸などによりアルコール感を低減させ、ワインが苦手でも美味しく楽しめる味わいが特徴である。特に秋の新酒の時期に楽しまれている。最近ではブドウに限らず梅やブルーベリーなどブドウ以外のフルーツ原料を使うものも増えている。
シュール・リー
白ワインで澱引きをせずに熟成させたもの。フランスのロワール川河口地域に古くから伝わる方法。日本では、5か月以上の接触を必要とし、かつ6月30日までに瓶詰めされたものと規定している。6月30日という期日は夏期の高温による品質劣化を防ぐために定められている。
フレーバードワイン
フレーバードワインは、普通のワインにブドウ以外の果実、果汁、香草、薬草などを加え、香りをつけたものである。カクテルのマティーニの材料としても使用されるベルモットや、サングリアなどが知られる。
ビオ・ワイン
ビオ・ワインという場合、有機農法で育てられたブドウを原料とし、酸化防止剤を無添加、もしくは最小限の使用に抑えたビオロジック・ワインをさす。またその一部のバイオダイナミック農法で育てられたブドウを原料としたビオディナミ・ワインを指す場合もある。さらに野生酵母を用い、補糖や補酸を行わない、無濾過、無清澄、無着色などの様々な条件を満たして少量生産される。
需要の増加により、有機農法によるブドウ栽培面積も増加傾向にあり、2022年時点で世界の6.2%を占めている。

## 産地
| 順位 | 国 (各国のワイン記事へ) | 生産量 (トン) |
| ---- | ----------------------- | ------------- |
| 1    | フランス                | 5,329,449     |
| 2    | イタリア                | 5,056,648     |
| 3    | スペイン                | 3,934,140     |
| 4    | アメリカ合衆国          | 2,232,000     |
| 5    | アルゼンチン            | 1,564,000     |
| 6    | 中華人民共和国          | 1,300,000     |
| 7    | オーストラリア          | 1,274,000     |
| 8    | 南アフリカ共和国        | 1,157,895     |
| 9    | ドイツ                  | 1,014,700     |
| 10   | チリ                    | 788,551       |
| 11   | ポルトガル              | 576,500       |
| 12   | ルーマニア              | 575,000       |

ヨーロッパ周辺地域においては歴史上古くからワイン造りが行われている。代表的な産地はフランス、イタリア、スペインなどであり、名だたる高級ワインを生産している。近代以降になってワイン造りが始まった地域は「ニューワールド」と呼ばれる。安定した気候や企業的経営を背景に、一般消費者でも手軽に買い求められるワインを生産している。近年ではニューワールドワインの品質向上も目覚しく、ヨーロッパの名醸ワインをしのぐ品質のワインも出てきている。
2007年ごろからは「ブランドにこだわらなければどこの国のものも同じ」とニューワールド物に流れる傾向が強まり、ワインが売れずに廃棄されたり、フランスでは一部の零細ワイナリーが廃業したりする事態になってきている。
以前には北半球では北緯30度～50度、南半球では南緯30度～50度が栽培に適した地域「ワインベルト」と呼ばれていたが、温暖化でより北の地域が好適地になりつつある。逆にフランスでは従来の味を保つのが難しい地域も出ている。

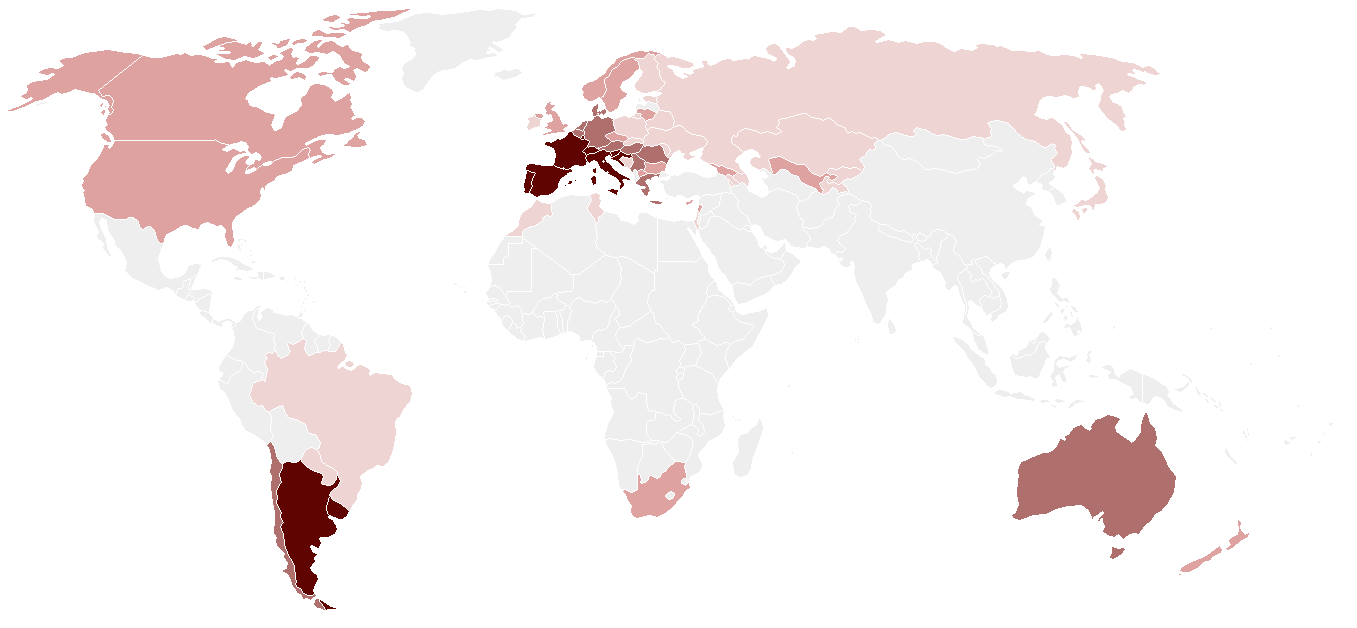
各国の1人あたり年間ワイン消費量

### ヨーロッパ周辺地域
フランスワイン
フランスでは、多かれ少なかれほぼ全土で様々なワインが生産されている。その最上のものは今なお世界の規範とされる。1935年にAOC法を制定し、国を挙げて品質の維持・向上に取り組んでいる。
イタリアワイン
イタリアでは、恵まれた気候のもと国土全域で多彩なワインが生産され、生産量・海外輸出量でフランスと毎年一位を争っている。ピエモンテ、ヴェネト、トスカーナなど北イタリア諸州の名醸地が特に知られる。近年では、量から質への転換が図られている。
ドイツワイン
ドイツはその地理的要件から、ブドウの栽培が南部の地方に限られる。この地はブドウの生育できる北限とされ、主に西部のライン川やモーゼル川の支流沿いでワインが生産されている。南部のバーデン・ヴュルテンブルク州からバイエルン州にかけて、さらに旧東ドイツの南部にも産地がある。ドイツワイン全体では白ワインが主流ながら、赤ワインも生産されている。冬季、時にクリスマスにはシナモンなどスパイスを利かせたホットワイン「グリューワイン」が飲まれる。
ルクセンブルクワイン
モーゼル川流域は古代ローマ時代からワイン生産が盛んな地域で、良質な辛口の白ワインを産出することで知られているが、ルクセンブルクは同川流域に位置する他国（ドイツやフランスなど）のワイン生産地とは異なっている。国内生産量は年に1万5,000キロリットルと小規模であるため、輸出されることは少なく希少性が高い（一般的にモーゼルワインと言えばドイツ産が有名）。ブドウの主要品種はリースリングやゲヴュルツトラミネール、ピノ・グリなどがある。
イギリスワイン
イギリスはウィスキーやビールの生産量がはるかに多いものの、ウェールズ地方では少量のワインが生産されている。また温暖化の影響により、イングランド全土でワインの生産が可能になり、特にスパークリングワイン向けの品種に適した地域になっている。
スペインワイン
スペインはフランス、イタリアに次ぐワイン生産国である。北部のラ・リオハ地方およびカタルーニャ地方、中部のラ・マンチャ地方、南部のアンダルシア地方が有名な産地である。
ポルトガルワイン
ポルトガルでは、北部のダン地方、ヴィニョ・ヴェルデ地方およびアルト・ドウロ地方が有名な産地である。ポルトガル北部では独特の酒精強化ワインであるポートワインが生産される。本土ではないが、大西洋上のポルトガル領マデイラ諸島においても独自の酒精強化ワイン（マデイラ・ワイン）が生産され、島の主要輸出品目となっている。
オーストリアワイン
オーストリアがドイツ語圏であることから、そのワインもドイツに似た甘味のあるものが主体と考えられがちであるが、実際には貴腐ワインやアイスワインといったごく一部を除き、ほとんどが辛口である。ヴァッハオ、クレムスタール、カンプタールを擁するニーダーエスタライヒやノイジードラーゼー周辺とその南部のブルゲンラント、さらに南のシュタイアーマルクといった地方が比較的有名である。1985年に発覚した「ジエチレングリコール混入事件」を機に、輸出市場は一度壊滅的打撃を受けたが、以来世界一とも評される厳密な規制が設けられたため、品質が急激に向上した。日本への輸出もここ数年大きく拡大している。栽培面積の3分の1を占めるグリューナー・ヴェルトリーナー種で名高いが、質的にはリースリングも重要。また、最近では赤ワインの醸造水準の向上も目覚ましい。
ハンガリーワイン
ハンガリーはブルゲンラント、ショプロン、ヴィッラーニなど有名な産地を抱えて有名で、中でもトカイのトカイワインは著名な貴腐ワインの一つに数えられ、世界的に有名である。
モルドバワイン
モルドバは古くからブドウが自生していた地域の一つで、4000年から5000年前には既にブドウの収穫およびワインの製造が行われていた模様である。地理的かつ歴史的理由から、主にロシア帝国ないしはソヴィエト連邦において消費をされており、ソヴィエト連邦時代に市場に出回っていたワインのおよそ7割がモルドバ産だった。ソビエト連邦の崩壊に伴う独立後、少しずつ西側市場やヨーロッパ外の国々へ出回り始めている。土壌や趣向の違いから独特の風味を持っている。
北アフリカ
古代よりローマ文明の影響下にあったエジプトでは、ビールとともにワインは古くから作られてきた。また、近代において長くフランスの植民地であったモロッコやアルジェリア、チュニジアなどは飲酒を禁じるイスラム圏であるが、地中海性気候を利用してブドウを栽培し、ワインを生産している。
その他
ルーマニア、旧ユーゴスラビア諸国、ブルガリア、ロシア、ギリシア、ジョージア、アゼルバイジャン、アルメニア、トルコ、ウズベキスタン、ヨルダン、イスラエル、パレスチナ地域、レバノン、キプロスなどでワイン生産が行われている。また、ほんのわずかではあるが、アイルランド南部の一部にもワイナリーが存在するという。

### ニューワールド

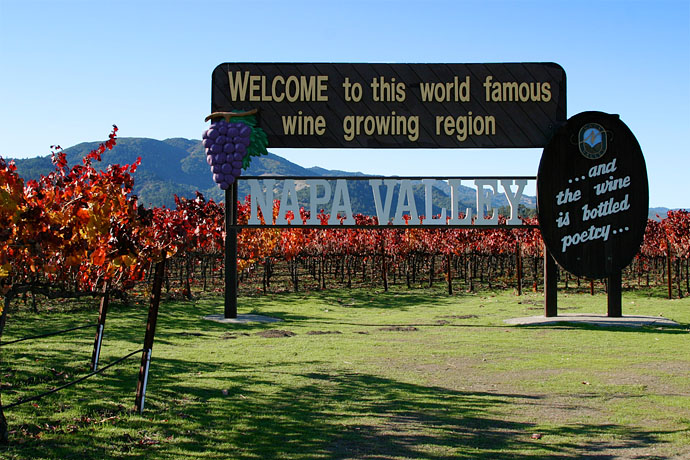
ナパ・バレーのワイナリー

アメリカ合衆国
（詳細は「アメリカ合衆国のワイン」参照）
アメリカ合衆国は世界第4位のワイン生産国である。生産量の9割をカリフォルニア州が占める。サンフランシスコを中心とする北部太平洋沿岸地域は、ヨーロッパの名醸地と似た気温で知名度の高い産地が多く、ナパ・バレー地域を中心として、シャルドネ、カベルネ・ソーヴィニヨン、ピノ・ノワールなどの品種が栽培され、高級ワインを産出する。
カナダ
カナダでは主にオンタリオ州のナイアガラ地方とブリティッシュコロンビア州のオカナガン地方やビクトリア周辺でワインが生産されている。品質管理のためにフランスやイタリアの原産地呼称管理制度を模して、ワイン卸商品質同盟（VQA）が導入されている。アイスワイン最大の生産国である。
アルゼンチンワイン
南米アルゼンチンでは上質なワインのほとんどが、メンドーサ州の高地で生産される。かつてはワインの国内消費量において世界有数であったが、一方で質はそれほど高いものとはいえなかった。他の飲料に押されて国内での消費が低調となり、それが生産者側の品質への関心を高めることとなった。また、ヨーロッパのブドウ畑の飽和状態から、不足を補おうと外資が参入したこともあって、国際競争力に耐える優良なワインが生産されるようになった。独特の強い香りを持つものが多く、固定ファンも増えている。
チリワイン
チリは南米を代表するワイン生産国であり、19世紀にヨーロッパブドウのヴィニフェラ種（Vitis vinifera）が持ち込まれたのが始まりと言われている。首都サンティアゴの南で主にブドウが栽培されており、1995年に施行された生産地の法規制によって、マイポ、ラペル、マウレの3つの大きな地域に区分けされた。コンチャ・イ・トロ、サンタ・リタ、サン・ペドロ、サンタ・カロリーナの4つの特に大きな生産者が知られるほか、フランスのラフィットのロスチャイルド家やスペインのミゲル・トーレスなどの海外資本もこの地に畑を有して醸造所を構えている。アルパカのラベルで知られるサンタ・ヘレナやコノスルなど、安価でコストパフォーマンスの優れたワインを製造している企業もある。ボルドーで繁殖しなかったカルメネール種がよく育つ環境のため、これがチリワインの楽しみ方の一つとなっている。さらに日本とチリはFTAを結んでいるため、安価で流通している。
南アフリカ
南アフリカ共和国では、新世界としては比較的古く17世紀の半ばからワインの生産が行われてきた。長く続いたアパルトヘイトの影響もあり、この国のワインが国外に出ることは少なかったが、この差別制度が撤廃されて以降、徐々にその名が知られつつある。気候の関係から、アフリカ大陸最南端に近い喜望峰周辺でブドウの栽培が行われている（詳しくは「南アフリカ共和国のワイン」参照）。
オーストラリア
オーストラリアは世界でも有数のワイン生産国であり、その多くを海外へ輸出している。ブドウ畑は多くが比較的冷涼な大陸南部の沿岸に位置し、降水量が少ないことから灌漑が普及している。南オーストラリア州でオーストラリア全体の半分が生産されるほか、ビクトリア州、ニュー・サウス・ウェールズ州、西オーストラリア州やタスマニア州もワインの重要な産地を多数有する。著名な産地としては、南オーストラリア州にあるオーストラリア最大の産地リヴァーランド、ほかにバロッサ・ヴァレー、クナワ、ビクトリア州のヤラ・バレーが挙げられる。最も代表的なブドウの品種はシラーズである。
ニュージーランド
寒冷な気候で昼夜の気温差が激しく、赤ワインよりも白ワインの生産量が多いのが特徴。一時はワインに水を加えたり砂糖を加えたりした粗悪品を生産していたが、政府主導でブドウ栽培規模を縮小することで品質を高め、ソーヴィニヨン・ブランの成功でニュージーランドワインの評価が世界的に高まった。その後、ピノ・ノワールの栽培にも成功し、ヴァラエタルワインを中心に全体のワイン品質が大きな成長を遂げている。また、ニュージーランドではスクリューキャップの導入が進んでおり、今後生産されるワインのほとんどがスクリューキャップを採用すると考えられる。
中国

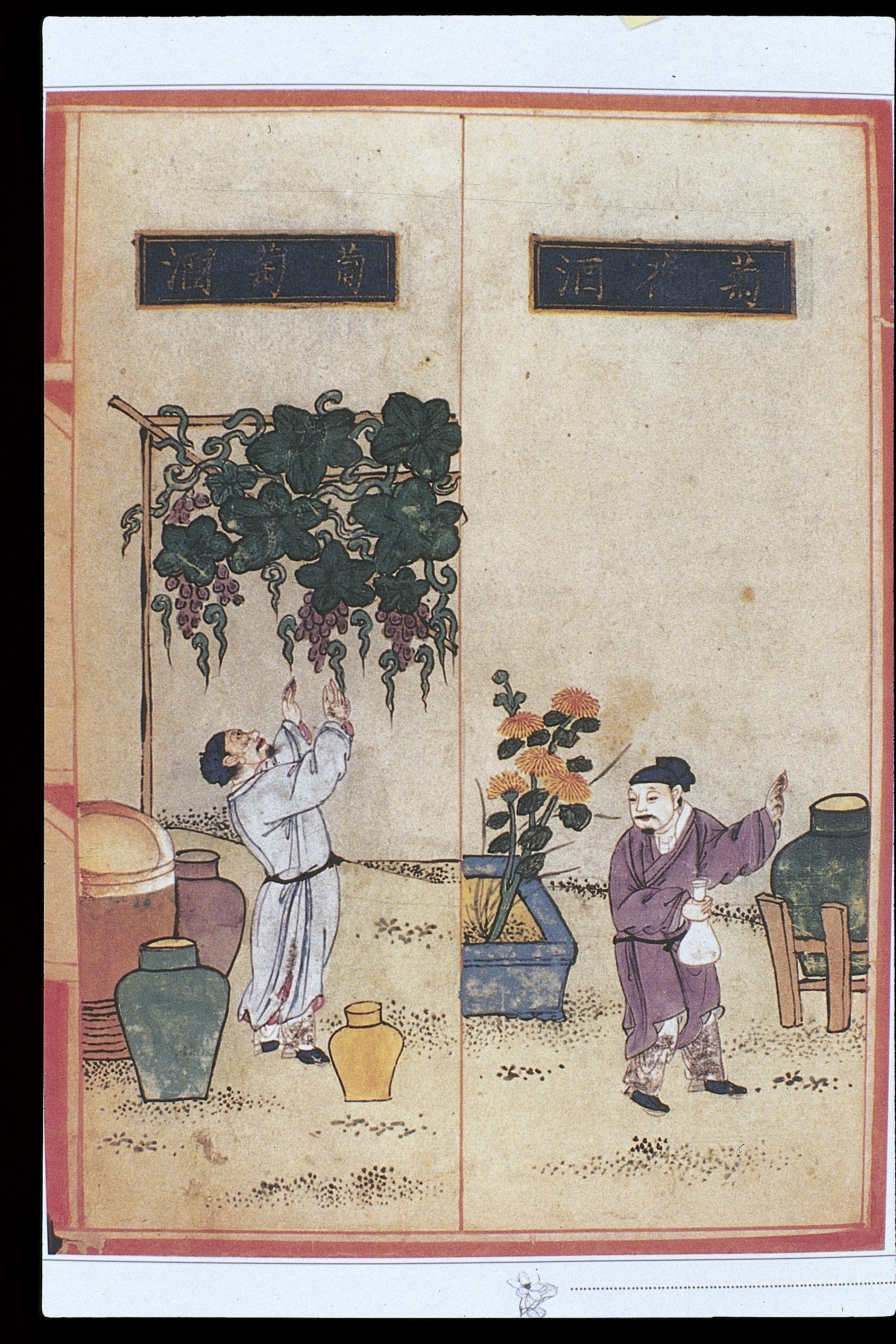
明代の書物『食物本草』に描かれている葡萄畑と葡萄酒の甕

『史記』によると、中国の葡萄の栽培とワインの製造は、漢の時代から既に始まっていた。しかし、現代で製造されているものと、全くルーツの違うものである。中国では山東省や雲南省の紅河ハニ族イ族自治州弥勒市がワイン生産の中心である。20世紀初め、ここに入ったフランス人宣教師が故郷に似たカルストの地形にブドウの栽培を試み、成功させた。ベトナム統治時代のフランス（フランス領インドシナ）が、鉄道による中国との直結を機に、この温暖で安定した気候の地をブドウ栽培とワイン醸造の地とし、フランス本国より木樽と技術指導者を入れ本格的に生産を開始した。「ローズ・ハニー」という珍種はフランス本国では虫害で絶滅してしまった品種で、黒酢の醸造からヒントを得て甕による熟成を特徴とする。
日本

日本におけるワイン生産は、江戸時代初期の豊前小倉藩（現在の北九州市など）に始まる。その後、鎖国政策の一環で途絶えたあと、再び明治時代になって新潟県岩の原などで作られるようになる。しかし国産ワインの需要も少なく、各地で細々と作られていただけであった。1980年代頃から本格的なワインに対する消費者の関心も高まり、また純国内栽培による優秀なワインも生産されるようになり、勝沼ワイン（山梨県）ほか国産ワインの知名度が浸透するにつれて、国際的にも評価されるようになってきた。2002年からは山梨県が主導して「国産のぶどうを100パーセント使用して作った日本産ワイン」を対象とするコンペティションも行われるようになり、純国産ワインの品質向上を競うようになってきている。
その他
生産量が多いチリ、アルゼンチンのほかに、ブラジル南部 (ブラジルワインの項参照)、ボリビア、ウルグアイなどでも比較的規模の大きいワイナリーが存在する。

### 新緯度帯ワイン・熱帯ワイン
ワイン用ブドウの栽培適地は緯度が30°から50°とされているが、それを越えて広がってきた。ワイン産地の北半球における北進（南半球では南進）は地球温暖化における気温上昇が影響しているとみられる。リースリングワインは北欧ノルウェーで製造されるようになっているほか、北米大陸ではカナダ東部ノバスコシア州でスパークリングワインが生産されている。従来産地でもブドウが熟しやすくなり、シャンパンで知られるシャンパーニュ地方で非発泡のスティルワインの品質が向上するといった変化が起きている。
- 新緯度帯ワイン - 英国首都ロンドン近郊（英王室の結婚式にスパークリングワインが出された）、オランダ、北欧
- 熱帯ワイン - タイ王国、インド、ベトナム

### 原産地表示
日本を除く先進国をはじめ、ほとんどのワイン生産国では法律でアペラシオン・ドリジーヌ・コントロレが設けられ、原料となる葡萄を収穫した土地をワインの産地として表示することが義務づけられている。また、フランスやイタリアなどの国では、産地によって使用できる葡萄品種、収穫量、製造方法までが定められている場合がある。
かつて日本では、原料産地にかかわらず国内で醸造を行うことで「日本産」の表示が可能であった。このため輸入果汁から生産されたワインが日本産ワインとして少なからず流通してきた。しかし、一部自治体で独自の原産地呼称管理制度が始まり、長野県の「長野県原産地呼称管理制度」や、山梨県甲州市（勝沼地区）の「ワイン原産地認証条例」が実施された。
2018年10月30日以降、「日本ワイン」と表示できるのは、国産ブドウを使って国内で醸造されたワインに限られる。産地の地名を表示する場合は、その土地で採れたブドウを85%以上使う必要がある。

## ワインの飲み方

### 保存

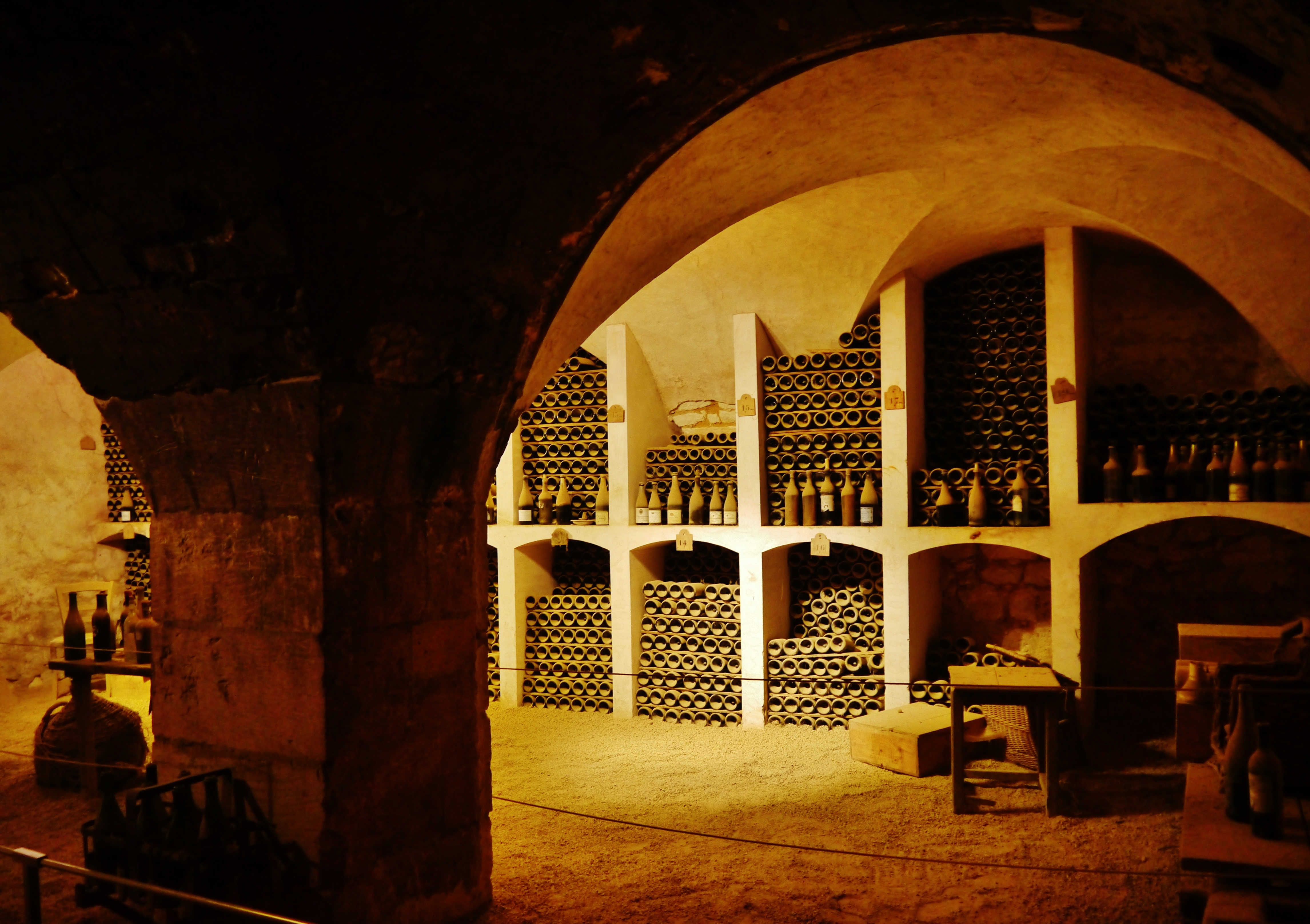
フランス・ヴァランセ城の地下にある歴史的なワインセラー

ワインは変化を受けやすい酒であり、保存の際には光、振動、温度、湿度などに気を使う必要がある。保存には「暗く」「振動がなく」「常に12 - 14℃くらいの温度で」「適度な湿度がある」環境に「寝かせて」保存するのがよいとされる。光・振動はともにワインの変化を促進させる。温度については高温であると酸化が進み、逆に低温であると熟成が進まない。湿度が少ないとコルクが収縮して中に空気が入ってしまう。寝かせるのもコルクに適度な湿り気を与えるように、つまりスクリューキャップ（英: Screw cap）であれば関係ない。
これらの条件を一番容易に満たすのは地下である。フランスなどでは一般家庭でもワイン保存用の地下室が存在することがある。日本ではそのような地下室はまれであるが、専用のワインセラーがあれば問題はない。ワインセラーを持たない場合には一般的に押入れや冷蔵庫に保存されるが、押入れは夏場に非常な高温になり、また匂いが移ってしまうためよくなく、また冷蔵庫は「乾燥し」「振動が多く」「冷えすぎ」「食品の匂いが移る」のでよくないとされる。ただ熟成が進まないことを気にしなければ「1、2年ならセラー保存とあまり変わらない」とも言える。一般家庭では長期保存、特に夏を越しての保存は考えないほうがよい。ただしこれらの保存に関する要素は長期保存する場合の話であり、すぐに飲んでしまうならば直射日光や高温（25℃以上）などに長時間曝さない限りはあまり気にする必要はない。
また光や温度以上にワインを変化させてしまうのは空気である。そのため、いったんコルクを抜いてしまったワインは数日中に飲まないと劣化してしまう。どうしても余ってしまった場合はハーフボトルに移して食品用ラップフィルムなどで空気と遮断しておいたり、真空ポンプ式のワインストッパーを使用したりすれば1週間程度は保管できる。またワインによっては、抜栓後すぐでは味や香りが十分に発揮されず、空気に触れさせるために一定時間置いておくことが推奨される場合もある。

### 開栓
AOCボルドーのついたワインにもスクリューキャップ（ねじ栓）のものが出てきており、ペットボトル、紙容器、缶入りなど、そのまますぐに飲めるワインも多くなった。大半の高級ワインは今でもコルク栓で密封されており、これを抜くための道具が必要である。コルク抜き（コルクスクリュー）には、ワインを買うと粗品・景品として提供されるT字型のものから、1本数万円のもの（純金製の、100万円のソムリエナイフが発売されたこともある）まである。また方式も、主なものだけで10種類ほどあり、それぞれ長所と短所がある。家庭用には、ウィング式（つばさ型）が多く用いられている。プロのソムリエも使っているソムリエナイフは、素人でもコルクの中心から垂直に差し込むコツを覚えれば、あまり力をかけずに抜くことができる。

### デカンタージュ
古いボルドーの赤ワインやポートワインは飲む直前に瓶からいったんデカンタに移し替える場合もある。この作業をデカンタージュと呼ぶ。デカンタージュを行う理由は、第一にワインの澱を分離すること、第二に飲む前に少し空気に曝した方が風味が引き立つとされることである。ブルゴーニュワインは澱が少ないために普通はデカンタージュをしない。デカンタージュは必要ないという考え方もあり、個人の好みによるところが大きい（デカンテーション参照）。

### テイスティング

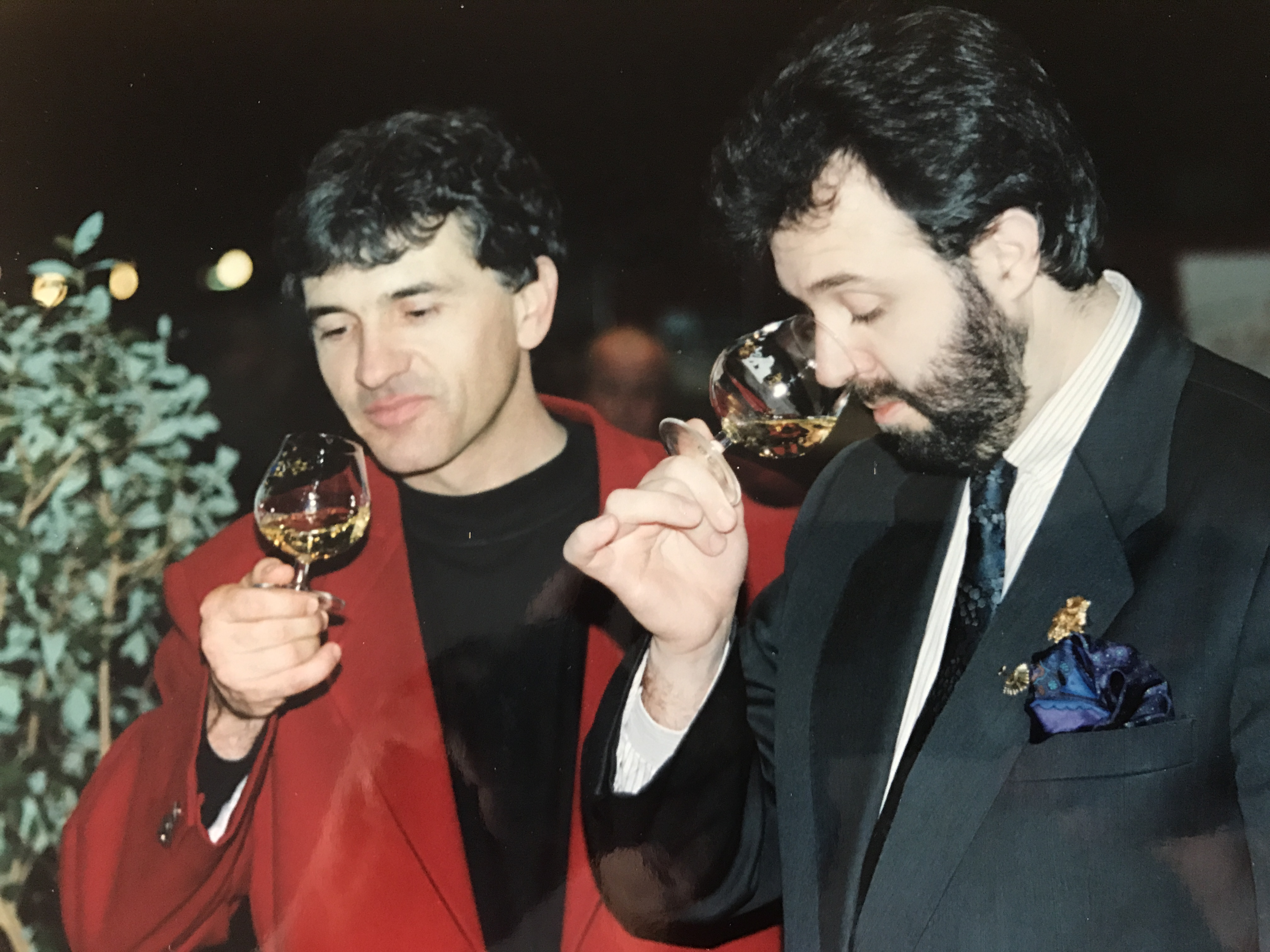
ソムリエによるテイスティング

まず鑑賞するのは、ワインの外観である。清澄度や濁度、色調、粘度を観察することで、醸造方法や熟成度合い、また大まかな味わいを予想することができる。その次に香りを鑑賞する。ブドウのみから造られるワインであるが、そこから生まれる多彩な芳香成分は、ブドウ以外のあらゆる香りに例えられる。グラスを円を描くように回す「スワリング」は、ワインを空気に触れさせることで香りを引き立てる役割を果たすほか、壁面にワインを付着させることでグラスの中に香りを充満させるために行われる。最後に口に含むことで、酸味、甘み、渋み（タンニン）、苦み、果実味を感じ、そして飲みこんだ後に口から鼻へと伝わる戻り香、続く余韻を味わう。
なお、テーブルワインのような日常消費用に造られたワインでは、以上のような内容を気にすることなくさらりと飲まれることも多く、これもまたワインの正しい飲み方である。

## ワインアクセサリー

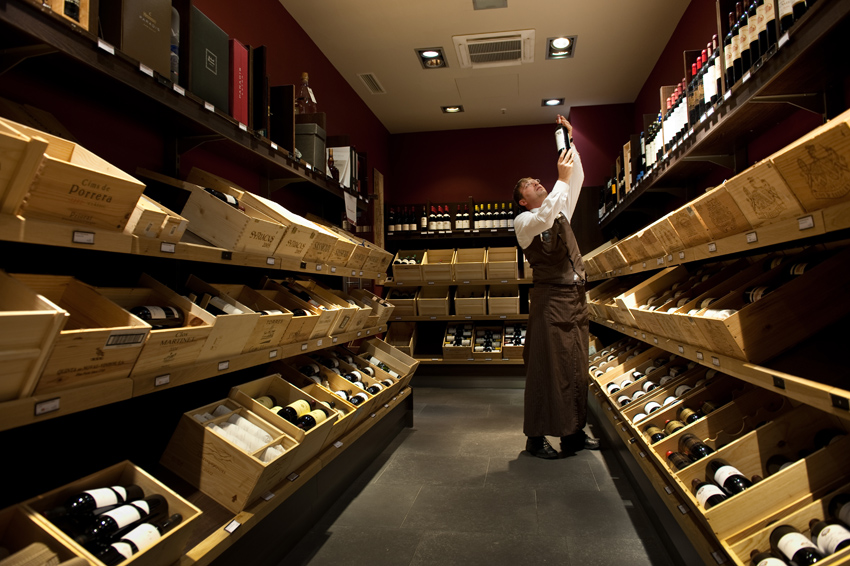
ワインショップ

ワインの開栓や保存、またワインをより楽しく、おいしく飲むための製品をワインアクセサリーと呼んでいる。ヨーロッパでは1000年以上のワイン文化があるだけに、様々なワインアクセサリーが製造・販売されており、中には実用よりも、見たり集めたりして楽しむものもある。近年、日本でもこれを専門にするショップも出てきている。

### コルク抜き
螺旋状に巻いた鋼鉄製の針金を差し込んで開けることから、コルクスクリューと呼ぶこともある。ワインを買うとおまけにくれるような、差し込んで引き抜くだけのT字型のものから、家庭用のウィング型、ダブルハンドル型、スクリュープル型、瓶とコルクの間にピンセット状の刃を差し込み、ねじりながら抜くもの、空気注入式などさまざまなタイプがある。しかし、現在では素人でもソムリエナイフを使う人が増えてきた。

### ワイングラス
ワインを飲むための食器としては、近年ではガラス製の無色透明のいわゆるワイングラスがよく使用される。ただし、その容量や形状は目的などに合わせて様々である。また、ガラス以外の素材で作られたものも存在する。なお、過去には鉛製のものが広く使用された時期もあった。鉛製のものはワインの中に含まれる有機酸との反応で鉛が溶け出すが、酢酸鉛は甘味が感じられることもあり、鉛製のもので飲むワインが好まれたことがあったことで知られている。ただし、この飲み方は鉛中毒を引き起こす。

### ワインセラー
ワインを恒温で保存しておくために作られたワイン専用の冷蔵庫。家庭用の数本用の小型のものから、大型の数十本入るものまである。温度・湿度の設定が可能、1機種で2種類の温度管理ができるものもある。英語ではワインクーラー（wine cooler）などと呼び、ワインセラーは通常ワイン貯蔵室のことを指す。

### ワインラック
ワインセラーと同じように、ワインを寝かせて保存しておくための棚または箱状の家具。温度調節機能はなく、ただ置いておくだけのものである。欧米では、地下の貯蔵室用に、数百本から1000本以上を並べられる大型のラックが売られているが、日本ではまだあまり出回っていない。

### デキャンター
デカンテーション（上記「デカンタージュ」参照）をするためのガラス製の容器で、ワインのボトルとほぼ同じ容量のものが多い。凸レンズに首が搗いたようないかにもそれらしい形のものから紡錘形、フラスコ型など様々な形のデキャンターがある。

### ワインストッパー
飲み残したワインのボトルに被せておく栓。開栓時にコルクを割ってしまったときはもちろん、抜いたコルクを差し込んでおくだけでは無粋だという人も用いている。発泡性ワインの気が抜けないように作られた通称でシャンペンストッパーと呼ばれるものもある。また、主に手動の空気ポンプと専用の栓を用いて、ビン内の空気を空気ポンプで吸出し減圧してワインの酸化を遅らせたり、発泡性ワインでは逆に空気をポンプで入れ込み加圧することによって気の抜けを防いだりするワインストッパーも普及している。

## ワイン文化

### 神話
ギリシャ神話におけるディオニュソス、ローマ神話におけるバックスが葡萄酒の神とされる。ディオニュソスは、近代においても、ニーチェの『悲劇の誕生』などにより、重要な概念となった。

### 宗教上の利用

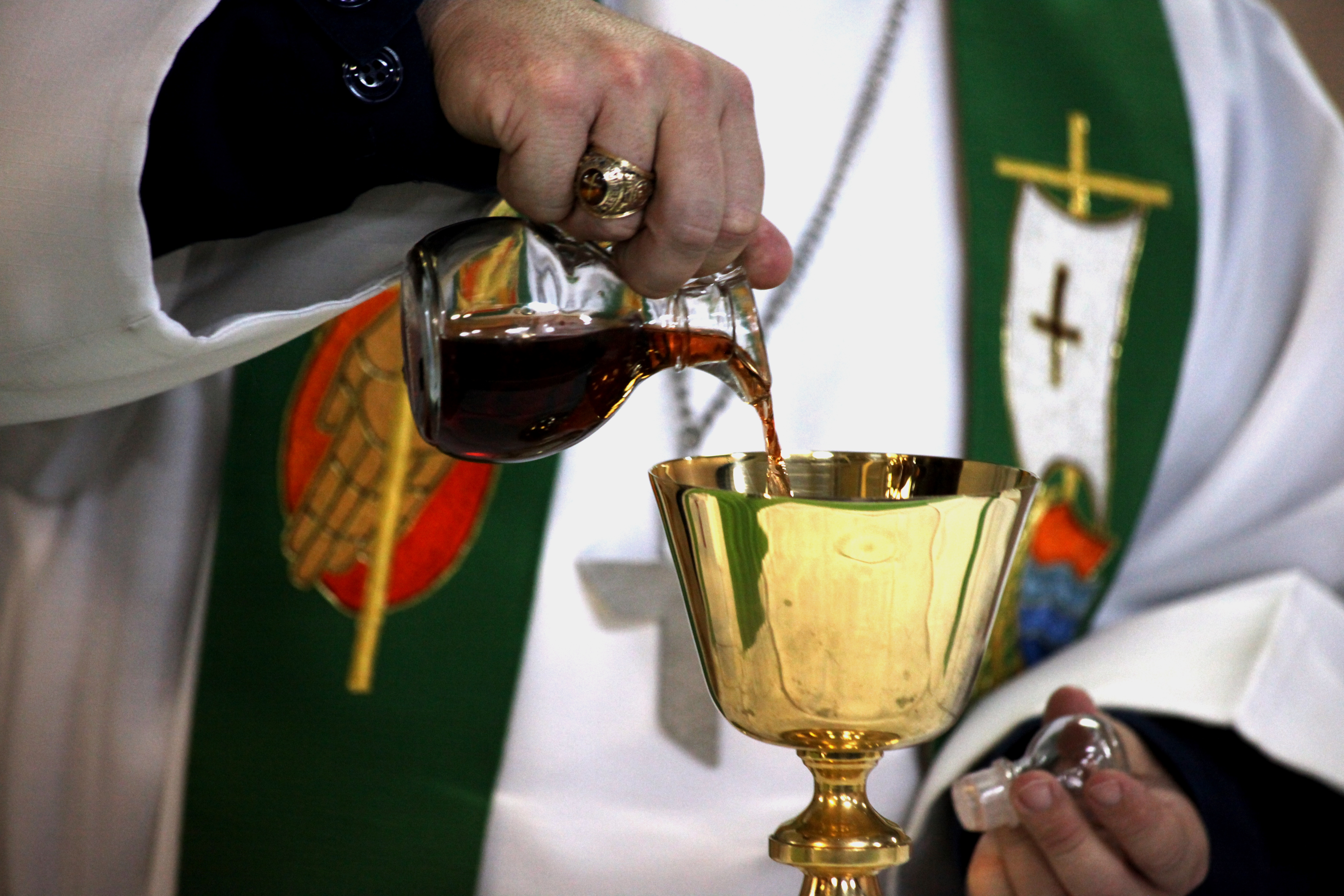
聖杯にワインを注ぐチャプレン

キリスト教においては、キリストが主の晩餐と呼ばれる晩餐においてワインを使ったことから、正教会の聖体礼儀、カトリックのミサ、聖公会・プロテスタントの聖餐式においてワインが用いられる。正教会では赤ワインの使用を定めているが、西方教会では赤ワインと白ワインのいずれであるかを問わない教派が多い。
他方、教派・教会によっては、アルコール依存症を治療している信者や未成年信者への配慮や、アルコールの摂取を禁止する戒律などの理由から、ぶどうジュースや、煮沸してアルコールを飛ばしたワインを用いる場合もある。
古代においては、冬ごとに刈り込まれて春に芽吹き、秋には再び実をつけるブドウの樹は復活の象徴とみなされていた。

### ソムリエ
ワインが娯楽や趣味の対象として王侯貴族にも好まれるようになると、やがてワインの品質や管理に関しての専門的知識をもつ人材が求められるようになった。このような経緯から生まれた、ワイン専門の給仕人を「ソムリエ」と呼ぶ。

### ペアリング
ワインはそれ単体で楽しまれるだけでなく、料理との相性も重要視されている。この「ワインと料理の組み合わせ」のことを「ペアリング」と呼ぶ。また、ワインと料理の組み合わせから生まれる相乗効果を「マリアージュ」と表現することもある。

### ワインツーリズム
ワインツーリズムとは、欧米では盛んな旅のスタイルの一つである。ワインの産地を回りながら、時には作り手との交流を交え、ワインの造られた郷土の料理やワインを楽しむ。欧米では日帰りや宿泊のプランが用意されており、国や現地の法人が積極的に取り組んでいる。日本でも山梨県で行われている。

### 特筆事項
- シュパイアーのワイン（英語版） ‐ 1867年にドイツ中南部の都市シュパイアーの古代ローマの墓から発見された西暦325年頃のもので、最古級のワインボトル[55]。